# Collezione Albani

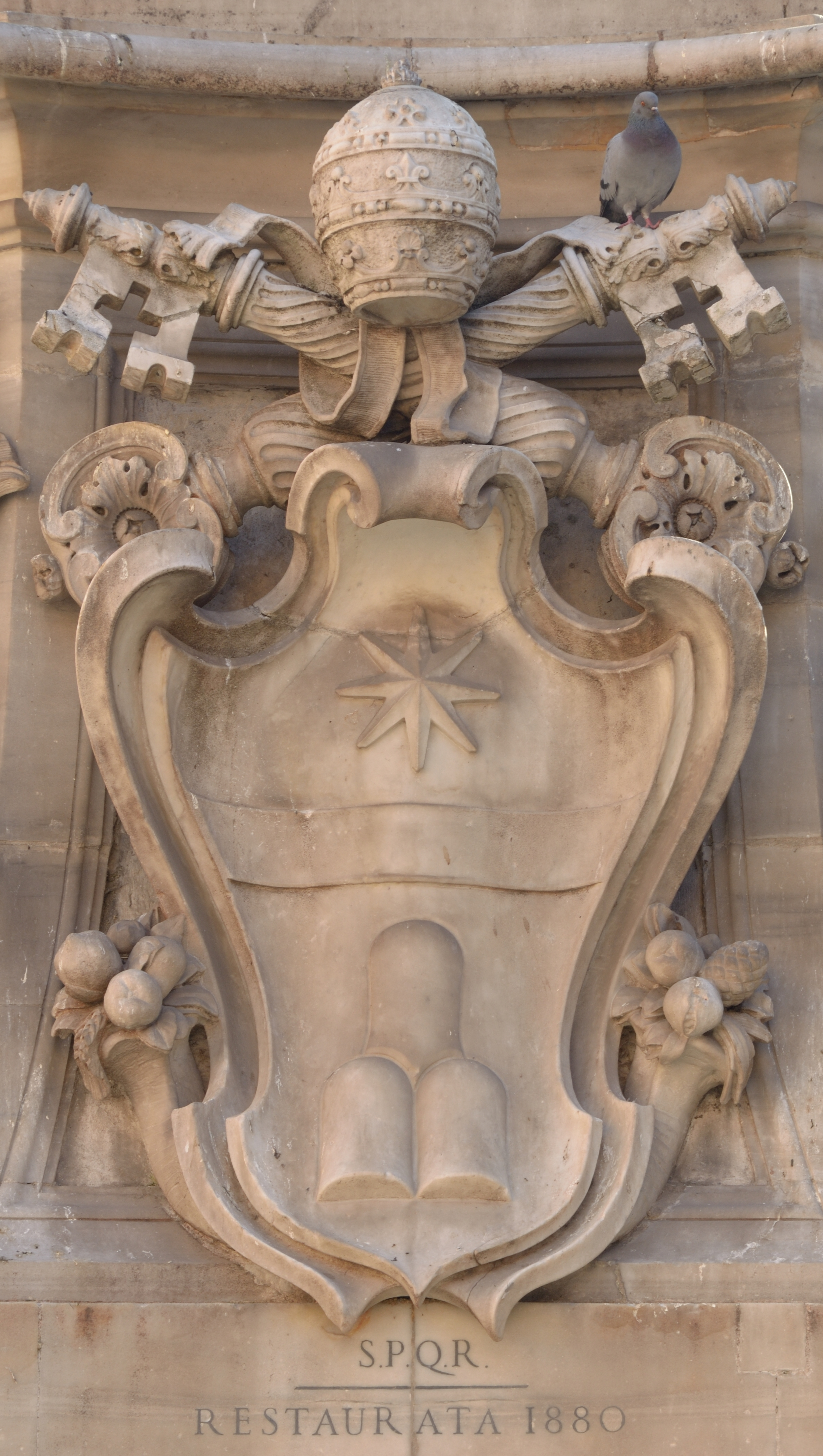
Lo scudo Albani nella fontana di piazza della Rotonda a Roma.

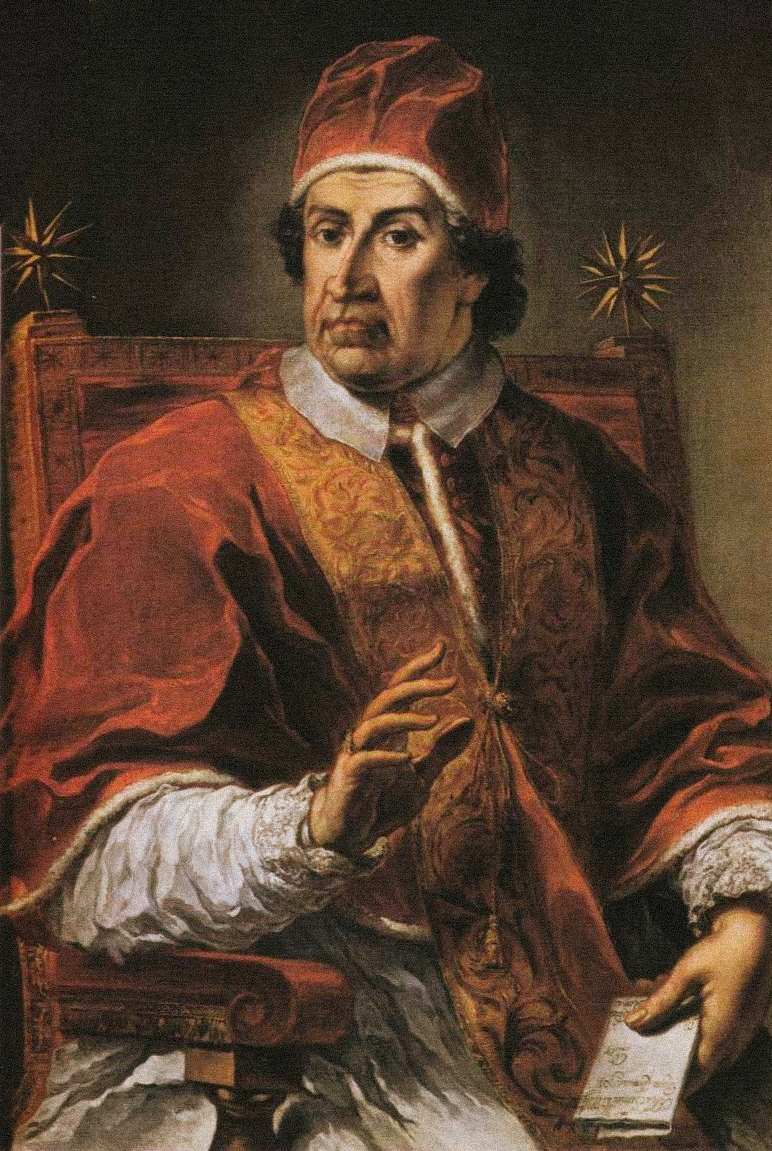
Papa Clemente XI - Ritratto da Pier Leone Ghezzi, l'opera fece parte della collezione (oggi è al Museo di Roma a palazzo Braschi).

La collezione Albani è stata una collezione d'arte nata a Roma nel XVII-XVIII secolo e appartenuta alla famiglia di origini albanesi-urbinate degli Albani.
Accrebbe e si consolidò sotto il pontificato di papa Clemente XI, eletto nel 1700, raggiungendo i massimi splendori grazie soprattutto alla notevole raccolta di antichità del cardinale Alessandro. I principali apporti alla collezione furono dovuti proprio dai nipoti del pontefice, fratelli tra loro, Carlo, I principe di Soriano nel Cimino, il cardinal-nipote Annibale e per l'appunto Alessandro.
Estinto il casato nell'Ottocento, la collezione, che un tempo era tutta disposta per la parte pittorica tra il palazzo alle Quattro Fontane di Roma e nelle residenze marchigiane e di Soriano nel Cimino, mentre la statuaria archeologica era nella villa a Porta Salaria, è stata conseguenzialmente smembrata. Un cospicuo numero di dipinti è confluito nelle raccolte Torlonia (oggi entro la villa già Albani della stessa capitale) e in quelle della Galleria di Vienna, mentre gran parte del nucleo marmoreo antico è diviso tra le collezioni dei Musei capitolini e quelle del Louvre di Parigi.
La raccolta, che comprendeva pitture, arredi e statue, costituiva una delle più importanti collezioni della Roma post barocca, rientrante quindi nella grande stagione mecenatica romana del XVII-XVIII secolo, includendo tra gli altri lavori di Carlo Maratta, Federico Barocci, Annibale Carracci, Guido Reni, Orazio Gentileschi, Bartolomeo Manfredi, Guercino, Rubens e Luca Giordano, nonché un ricco catalogo di reperti di antichità.

## Storia

### Le origini della famiglia e l'ascesa sociale negli ambienti romani

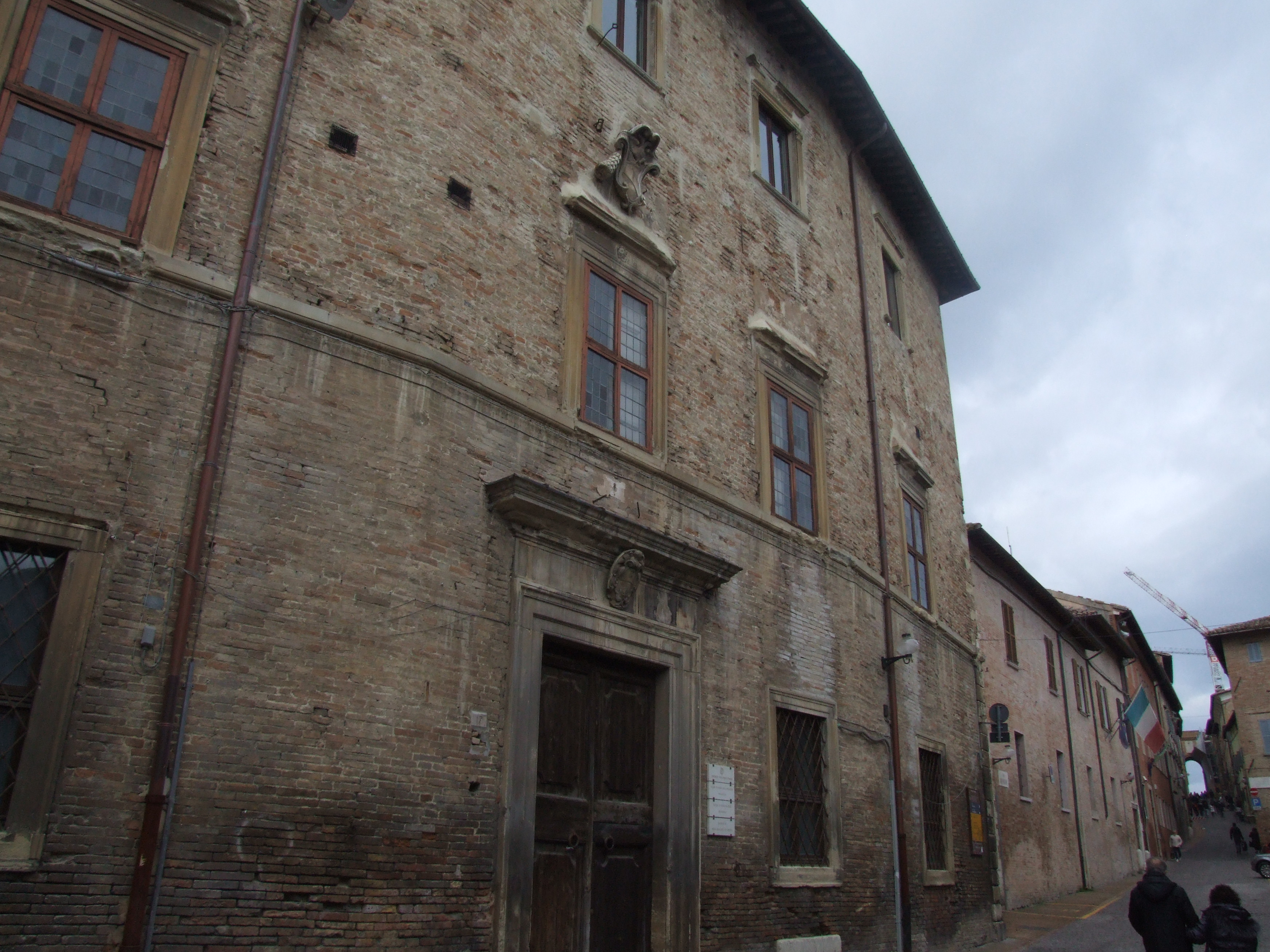
Il palazzo Albani di Urbino

#### L'approdo in Italia
La famiglia Albani, storica dinastia di condottieri dell'Albania che a fianco di Giorgio Castriota Scanderberg combatté contro i Turchi ottomani, giunse in Italia, a Urbino, intorno al 1464. Arrivati nella penisola sotto la protezione di Federico da Montefeltro il loro cognome mutò dapprima in Albanesi e poi in Albani, in ordine alla loro provenienza.
Il primo esponente del casato che riuscì a compiere un'ascesa sociale nel nuovo paese fu Orazio (1576-1653), inviato a Roma alla corte di papa Urbano VIII Barberini in rappresentanza del ducato marchigiano, circostanza nella quale gli valse la nomina di Senatore dal 1633 al 1645.
Da Orazio nacquero quindici figli, di questi alcuni trovarono carriera ecclesiastica a Roma, grazie alla quale consolidarono il ruolo che aveva assunto la famiglia in città col padre: Annibale, il primogenito, divenne prelato e custode della biblioteca Vaticana, ma morì ancora giovane nel 1650; Girolamo divenne vicario generale di Urbino; Filippo divenne canonico nella chiesa di Santa Maria in Trastevere; Malatesta fu uomo molto vicino e confidente del cardinale Francesco Barberini, che visse sia i successi che la fase di declino della famiglia pontificia, trovando morte durante il tragitto che intraprese per la Francia nel 1645 quando i Barberini furono esiliati dal nuovo papa Pamphilj; infine Carlo, colui che raggiunse la massima importanza per le sorti successive della famiglia, in quanto padre del futuro papa Albani.

#### La nascita della collezione

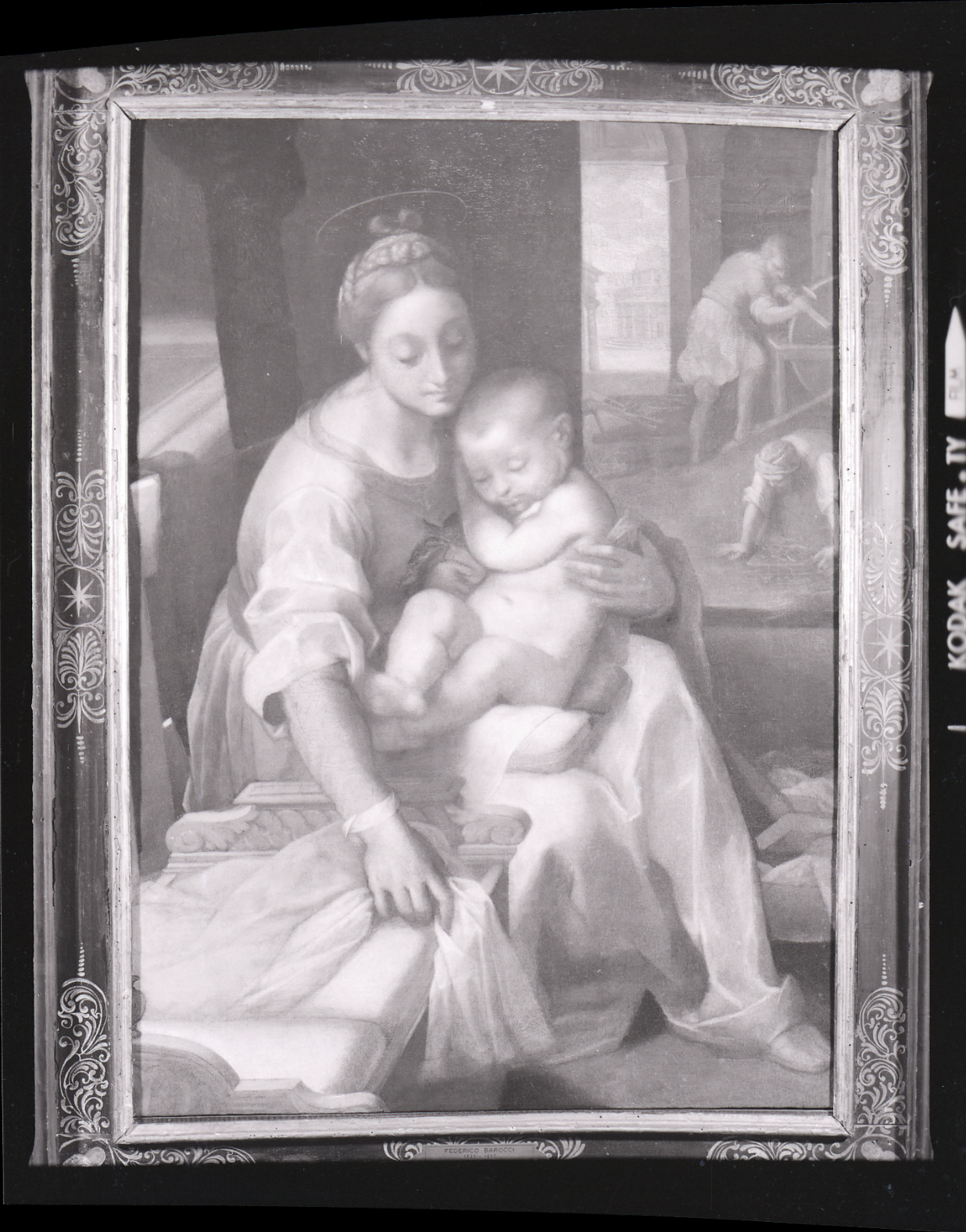
Federico Barocci, Madonna Albani (collezione Banca Nazionale del Lavoro, Roma).

Già con Orazio si iniziò a raccogliere alcune opere d'arte, tra tutte la più nota fu quella di Federico Barocci, per il cui senatore si trovò a lavorare eseguendo l'ultima sua pittura certa, la cosiddetta Madonna Albani, che ebbe un tale successo al che la famiglia acquistó dagli eredi del pittore, per le proprie collezioni di Urbino, anche l'incompleta Assunzione della Vergine. Entrambi i quadri non compariranno mai negli inventari redatti nel Settecento in quanto non saranno mai presenti entro le proprietà romane della famiglia.
Malatesta seguì il padre essendo tra i primi mecenati della dinastia, probabilmente anche grazie alla vicinanza con la famiglia Barberini, che era molto attenta alle arti. Nella propria residenza erano registrati circa 90 quadri tra cui alcuni di Giovanni Maria Bottalla, Pietro Testa, Guido Reni, quest'ultimo da cui fu legato in un rapporto di amicizia, e diverse sculture in piccolo formato di Francois Duquesnoy e Algardi. Carlo fu grande mecenate anch'egli, trovando i successi al seguito della famiglia Barberini anche lui, in particolare del cardinale Carlo, di cui fu maestro di camera nel 1664.
I beni facenti parte delle collezioni di Malatesta e Carlo, non solo quadri e sculture, ma anche mobilia, oggetti sacri e d'arredo, furono i primi a costituire il nucleo della collezione di famiglia, che poi troverà la sua esplosione con l'elezione pontificia di Giovanni Francesco, primogenito del principe e con altri discendenti.

### Settecento

#### La collezione al tempo di papa Clemente XI
Nel 1684 Carlo morì, Giovanni Francesco aveva trentacinque anni, era un uomo di cultura e intelletto che vedeva già consolidata la propria posizione all'interno della Curia romana, dove fu nominato Segretario dei brevi nel 1687 sotto il pontificato di Innocenzo XI Pamphilj e cardinale nel 1690 sotto quello di Alessandro VIII Chigi. Divenne poi papa nel 1700 col nome di Clemente XI, quand'era ancora molto giovane per l'epoca, a soli cinquantuno anni, consentendogli di regnare per ventuno anni, fino alla sua morte, avvenuta nel 1721.

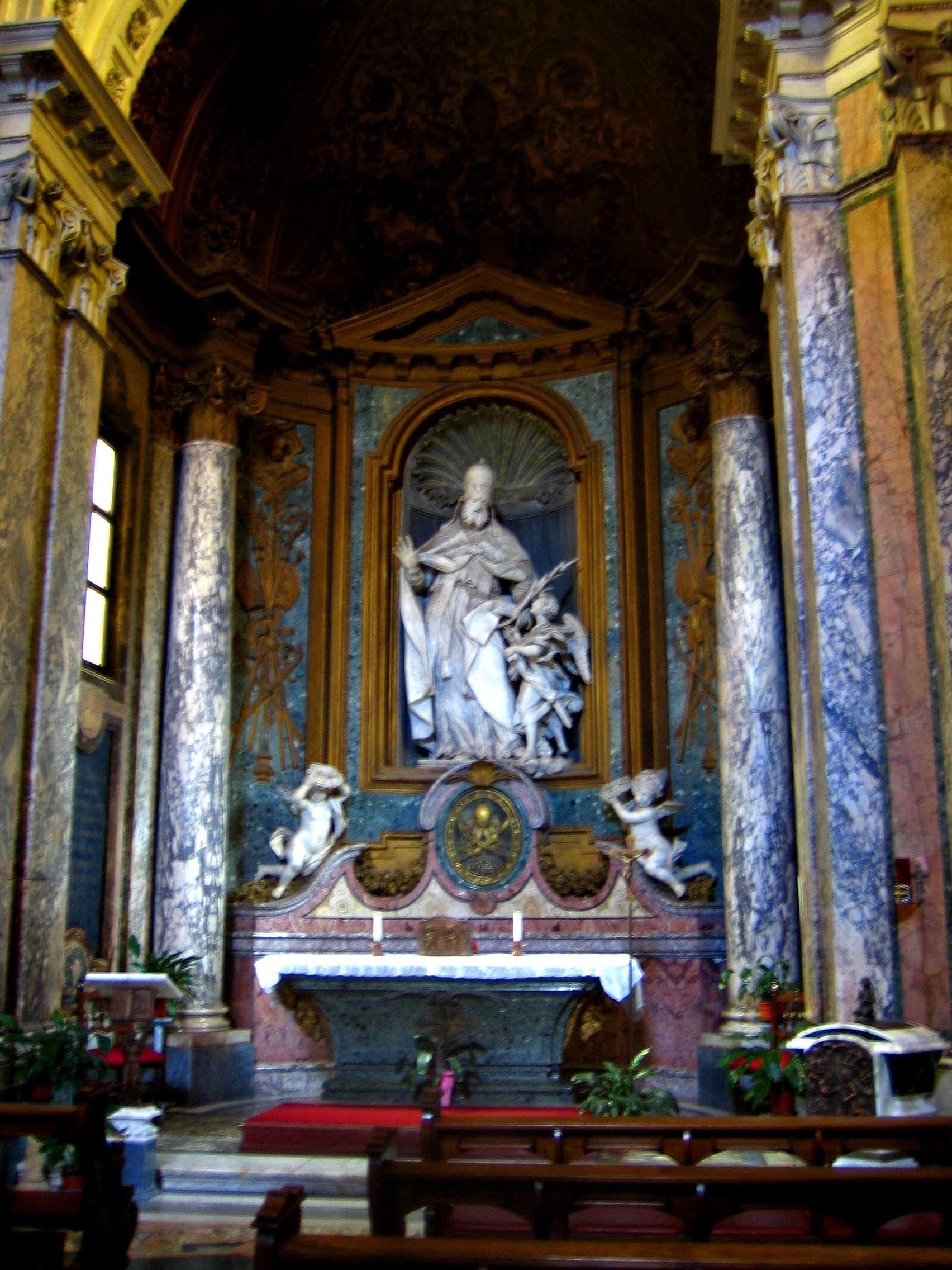
La cappella Albani nella basilica di San Sebastiano fuori le mura a Roma

Il gusto artistico del papa era rivolto essenzialmente alla pittura contemporanea, quindi quella della fine del Cinquecento e dei primi del Seicento romano, alla scuola dei classicisti emiliani e all'esaltazione della scuola pittorica della regione di origine della famiglia, ossia dal Rinascimento marchigiano, fino al tardo manierismo locale, con opere quindi di Raffaello, Federico Barocci, ma anche di Carlo Maratta. Clemente XI era anche attento ai restauri o ai lavori di decorazioni di edifici pubblici: oltre a diversi interventi effettuati sul territorio marchigiano, tra cui nel duomo, dove oltre al restauro generale del complesso al Maratta fu rivolta la commissione della pala dell'Assunzione della Vergine, e nel legatissimo Oratorio di San Giuseppe a Urbino, ma anche a Soriano nel Cimino, nel cui duomo Pier Leone Ghezzi compì la pala d'altare del San Nicola di Bari, il papa si occupò di finanziare e promuovere lavori su un ingente numero di chiese della città di Roma, come quella di San Clemente, di San Giovanni in Laterano, dove chiamò a decorarle con pitture due dei pittori più apprezzati dal papa, Giuseppe Ghezzi e Giovanni Odazzi, quest'ultimo attivo anche nella decorazione delle volte del sale del palazzo alle Quattro Fontane, nella cappella del Battistero e nella cupola del coro della basilica di San Pietro, nella chiesa di Santa Maria in Monticelli, nella cappella di famiglia nella basilica di San Sebastiano, e in diverse altre, a cui si aggiungevano progetti pubblici nuovi, come l'organizzazione della piazza del Pantheon con la fontana pubblica.

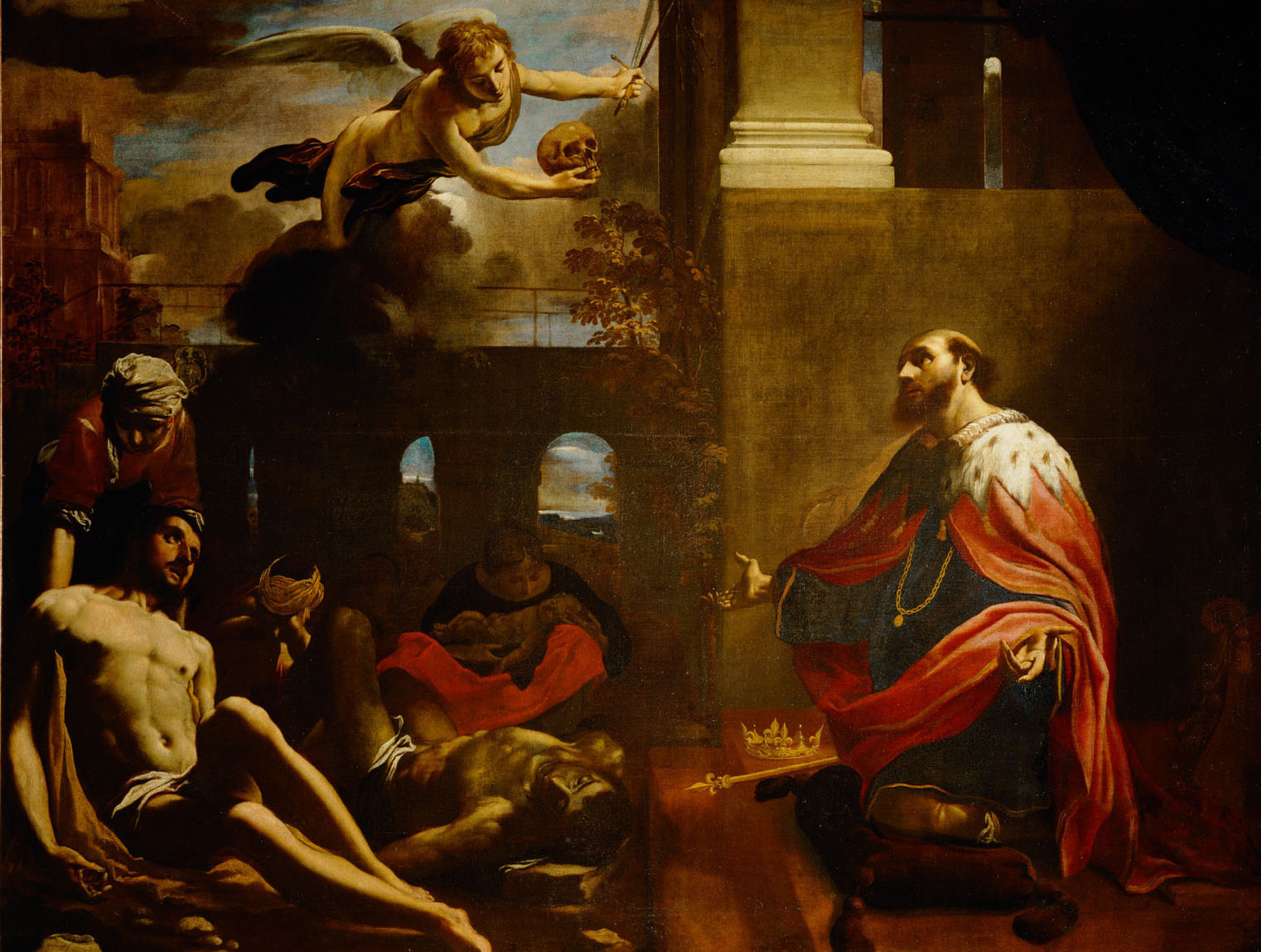
Carlo Bononi, Madonna col Bambino e santi e un San Luigi che invoca la cessione della peste (Kunsthistorisches Museum, Vienna)

Successiva alla nomina pontificia di Giovanni Francesco del 1700, diverse furono le donazioni e i lasciti che andarono ad arricchire la raccolta Albani: tra i più importanti vi furono del cardinale Lorenzo Casoni, che nel blocco di opere che giunsero tra le proprietà del papa spiccava un'Andata al Calvario del Caravaggio (pittore che era presente nell'inventario con quattro opere, tutte poi rigettate in tempi moderni, di cui questa Casoni fu spostata più correttamente a Orazio Gentileschi), del proprio medico personale Giovanni Maria Lancisi, il quale lasciò tra le svariate opere una tavoletta di Correggio raffigurante la Pietà (già donatagli dal cardinale Pamphilj), quella di Antonio Federico Amici riguardante un Ecce Homo di Leonardo, del cardinale Giandomenico Paracciani e del conte di Vasnò, che donarono un'opera del Sarto ciascuno e, per quanto riguarda il conte, un cospicuo numero di ritratti dei re di Svezia e della nobiltà nordica.

Ancora, vi furono quella di Giuseppe Gaetani d'Aragona, che donò opere del Cinquecento veneto di Giacomo Bassano, del cardinale Pietro Ottoboni, che lasciò molteplici quadri, tra cui tre di Giuseppe Maria Crespi, oggi non rintracciate, un Ecce Homo di Guido Reni e una Madonna col Bambino e i santi Giuseppe e Giovannino di Carlo Maratta, del cardinale Giovanni Battista Spinola, tra cui una Consegna delle chiavi di Marcantonio Franceschini, del principe Gian Battista Pamphilj, che lasciò un Riposo nella fuga in Egitto di Francesco Albani, del cardinale Carlo Barberini, che lasciò quand'era in punta di morte, nel 1704, il Cristo crocifisso di Rubens, a cui poi si aggiunsero altre svariate donazioni ricevute durante i viaggi di rappresentanza effettuati da lui stesso o dal nipote Carlo, come quelli a Ferrara, dove furono concesse opere del Dossi, del Garofalo, di Bononi (di cui una Madonna col Bambino e santi e un San Luigi che invoca la cessione della peste valutate entrambe 300 scudi l'una) e dello Scarsellino, senza dimenticare i lasciti dei pittori stessi, volti a graziarsi commesse o favoritismi.

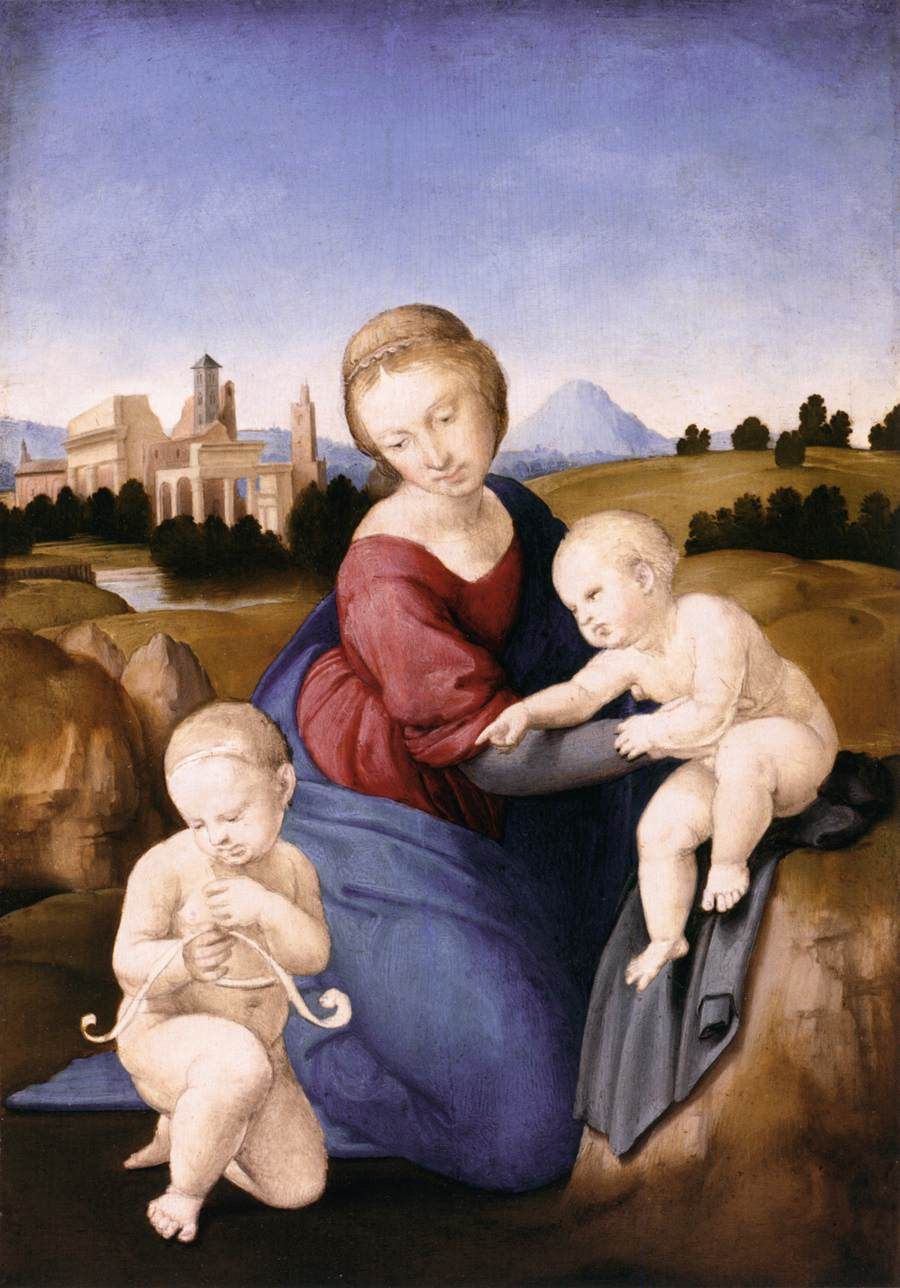
Raffaello, Madonna Esterhazy (Szépművészeti Múzeum, Budapest)

Nel 1707, intanto, uscì dalle proprietà la Madonna Esterhazy di Raffaello, che il papa acquistò e donò immediatamente a Elisabetta Cristina di Brunswick-Wolfenbüttel, imperatrice d'Austria, probabilmente in occasione della sua conversione alla religione luterana.
Con la nomina di Clemente XI, la famiglia consacrò il ruolo di prim'ordine che aveva costruito nel tempo sul panorama romano. Tutti i beni e le collezioni di cui era proprietario vennero però trasferite al fratello Orazio (1652-1712) con un chirografo del 27 febbraio 1708, compreso i mobili e gli arredi, nonché le pitture che continuava a conservare nelle sue stanze papali a titolo di usufrutto, accumulati prima la nomina pontificia o che gli furono donate a seguito della medesima.

#### L'inventario di Orazio Albani
Orazio, seppur non ebbe mai la presunzione di assumere un incarico politico rilevante, infatti decise piuttosto di rimanere sempre all'ombra dei suoi protettori Barberini, in materia artistica restava comunque una persona molto attenta tant'è che si rivelò proattivo nell'assumere artisti restauratori di opere tra Urbino (dove risiedeva il fratello Carlo) e Roma, entrando in stretti contatti con diversi pittori, tra cui spicca Carlo Maratta, o negli acquisti dietro richieste avanzate direttamente da papa Clemente XI di opere che di volta in volta poi entravano nella collezione. L'artista divenne quasi un pittore di corte per gli Albani, instaurando nel tempo un rapporto collaborativo di lunga durata che culminò con la donazione alla sua morte (nel 1713) della propria collezione personale di pitture che deteneva presso il suo studio (con opere anche di altri artisti). Tra questi lasciti, che furono donati a Orazio, spiccava un disegno preparatorio di Raffaello per la Cacciata di Eliodoro dal Tempio che eseguì in Vaticano e una Madonna col Bambino di Agostino Carracci. Il Maratta veniva chiamato dal pontefice anche per effettuare lavori di restauro di opere della collezione o di opere pubbliche, come nel caso della ridipintura degli affreschi di Raffaello nelle Stanze vaticane.

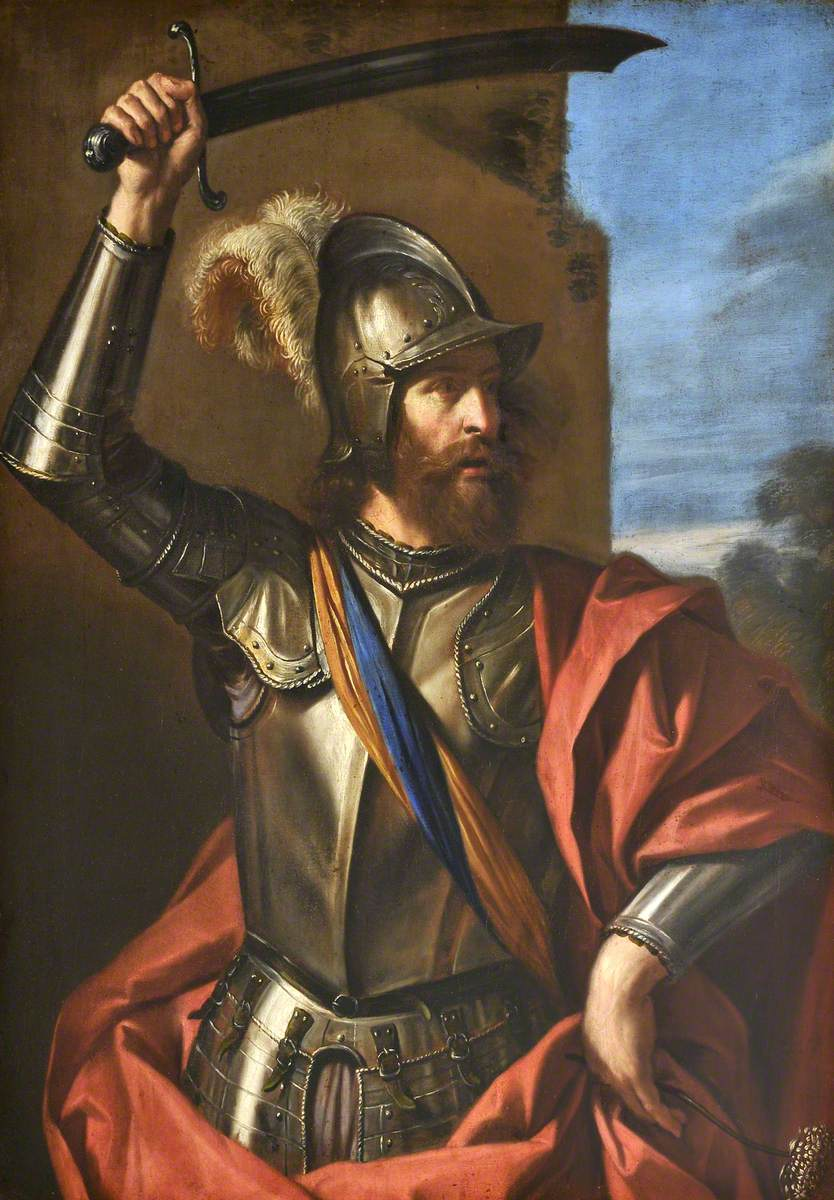
Guercino, Marte (Tatton Park, Cheshire)

Orazio morì il 23 gennaio 1712, poco dopo la nomina cardinalizia voluta dal fratello pontefice in favore del suo primogenito Annibale. I beni personali non andarono né ad Annibale né ad Alessandro, bensì a Carlo, che diverrà capofamiglia. Poco prima della morte di Orazio, già dal 1710, fu iniziata la scrittura del primo inventario della quadreria Albani, il quale cristallizzava la collezione di pitture da quel momento fino al 1714 inoltrato. Orazio fu quindi il primo estensore dell'inventario Albani.
Sono menzionate quattro opere di Raffaello (di cui la Madonna col Passeggio, il Ritratto di casa Altoviti, un altro di un antenato di Raffaello e una Madonna col Bambino, le cui attribuzioni tuttavia verranno poi ridiscusse dalla critica in epoca moderna assegnando le prime tre a copia di originali, mentre l'ultima al Sassoferrato come copia sempre dal Sanzio), altre di Michelangelo, di cui un modello in cera del Giudizio Universale donato dal cardinale Ranuccio Pallavicini, di Federico Barocci, che era particolarmente frequente con ben 15 opere sue nel catalogo, tra dipinti autografi, di bottega, cartoni e disegni, Guido Reni, anch'egli molto frequente nella collezione con 14 sue opere più svariati disegni, due del Domenichino, una del Guercino (il Marte), altri di Andrea del Sarto e infine quattordici dipinti più svariati disegni di Carlo Maratta, che rimaneva il pittore ancora attivo più apprezzato, oltre a una sessantina di disegni.
L'inventario registra in totale 267 dipinti nella collezione, di cui più della metà provenivano da Clemente XI, 50 quadri furono comprati prima e dopo che diventasse papa, mentre 80 gli furono donati durante la sua vita e altri 14 vennero regalati dal pontefice stesso al nipote Carlo. Secondo il catalogo Orazio si occupò di acquistare direttamente "solo" 25 quadri, tuttavia il dato non è perfettamente attendibile in quanto non compariranno mai negli inventari quelli acquistati per le raccolte marchigiane, come nel caso del David e Saul di Guercino, acquistato per 125 scudi dall'eredità del cardinale Giovanni Battista Costaguti, due tele assegnate ad Angelo Caroselli, un Cantante e un Organista, e l'Estasi di san Filippo di Pietro da Cortona.
Il collezionismo delle famiglie nobiliari romane del XVII-XVIII Secolo costituiva per l'epoca un obbligo sociale al quale si doveva adeguarsi affinché potessero acquisire visibilità e prestigio nel panorama locale. Nonostante l'ascesa che ebbe la famiglia Albani, il papa fu comunque restio, rispetto ai suoi predecessori, ad assumere un atteggiamento di favoritismo nepotistico verso i suoi congiunti. Seppur Annibale fu investito della "consueta" carica di cardinal-nipote, su settanta nomine cardinalizie effettuate durante la reggenza, l'altro nipote Carlo non ebbe mai un ruolo politico particolarmente rilevante: era invece abitudine di questi dimorare a Urbino, perdendosi quindi gran parte delle opportunità che poteva invece offrire Roma, con lo scopo di assumere gli incarichi di rappresentanza richiesti dallo zio, come ad esempio quando dovette rendere omaggio, assieme al giovane Alessandro, a Federico IV di Danimarca che giunse in Italia nel 1709, o come accadde nel 1717 quando ospitò a Urbino Giacomo III d'Inghilterra che soggiornò diversi mesi nel palazzo ducale prima di raggiungere Roma.

#### La collezione sotto Carlo Albani

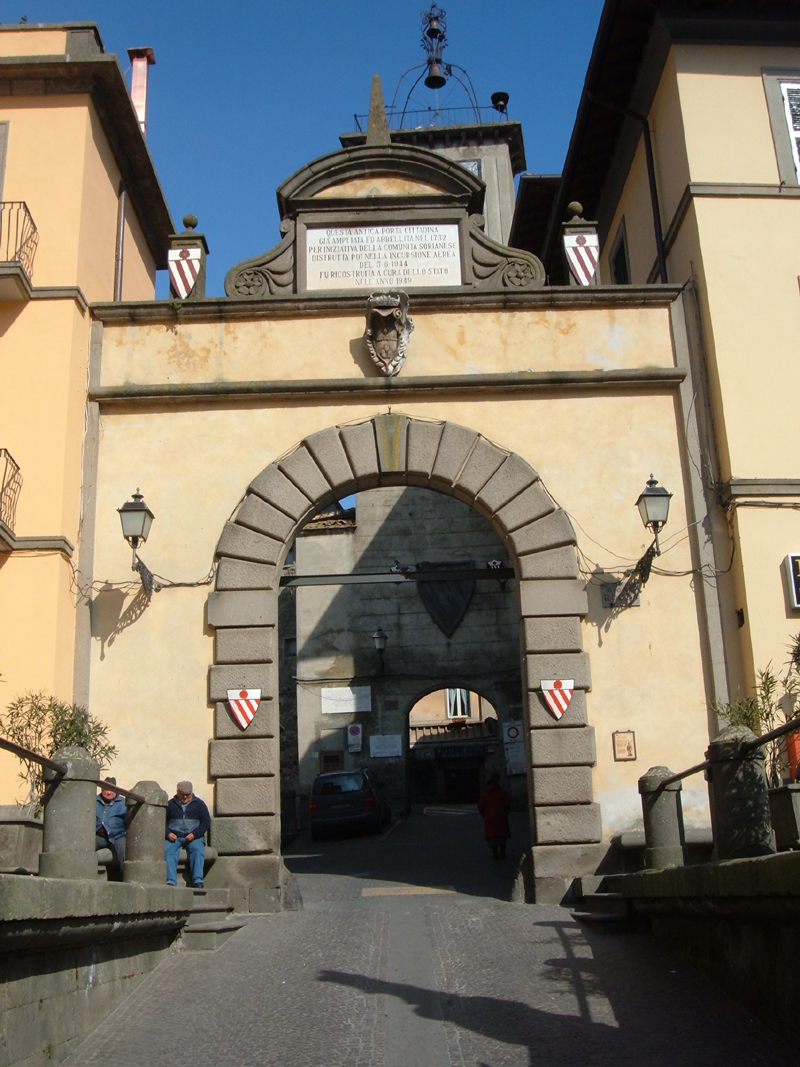
La porta di accesso al borgo di Soriano nel Cimino (Viterbo), su cui insiste lo scudo Albani

Dalla città marchigiana Carlo inviava intanto quadri o proponeva acquisti di opere locali per arricchire la collezione d'arte che intanto si stava ampliando nella capitale pontificia. Le fonti dell'epoca lo menzionano come uomo colto e attento alle arti, proprietario legale della collezione (seppur il regista rimaneva il papa), ma le stesse fonti lo indicano anche come uomo di dubbia moralità, che spesso frequentava donne di dubbia morale e che perdeva soldi ai giochi d'azzardo. Nel 1715 Carlo, coadiuvato dai fratelli, acquista il feudo di Soriano nel Cimino dalla famiglia Altemps per la cifra di 112.000 scudi, di cui assumerà nel 1721 il titolo di principe per volere del papa che succedette lo zio (Innocenzo XIII).

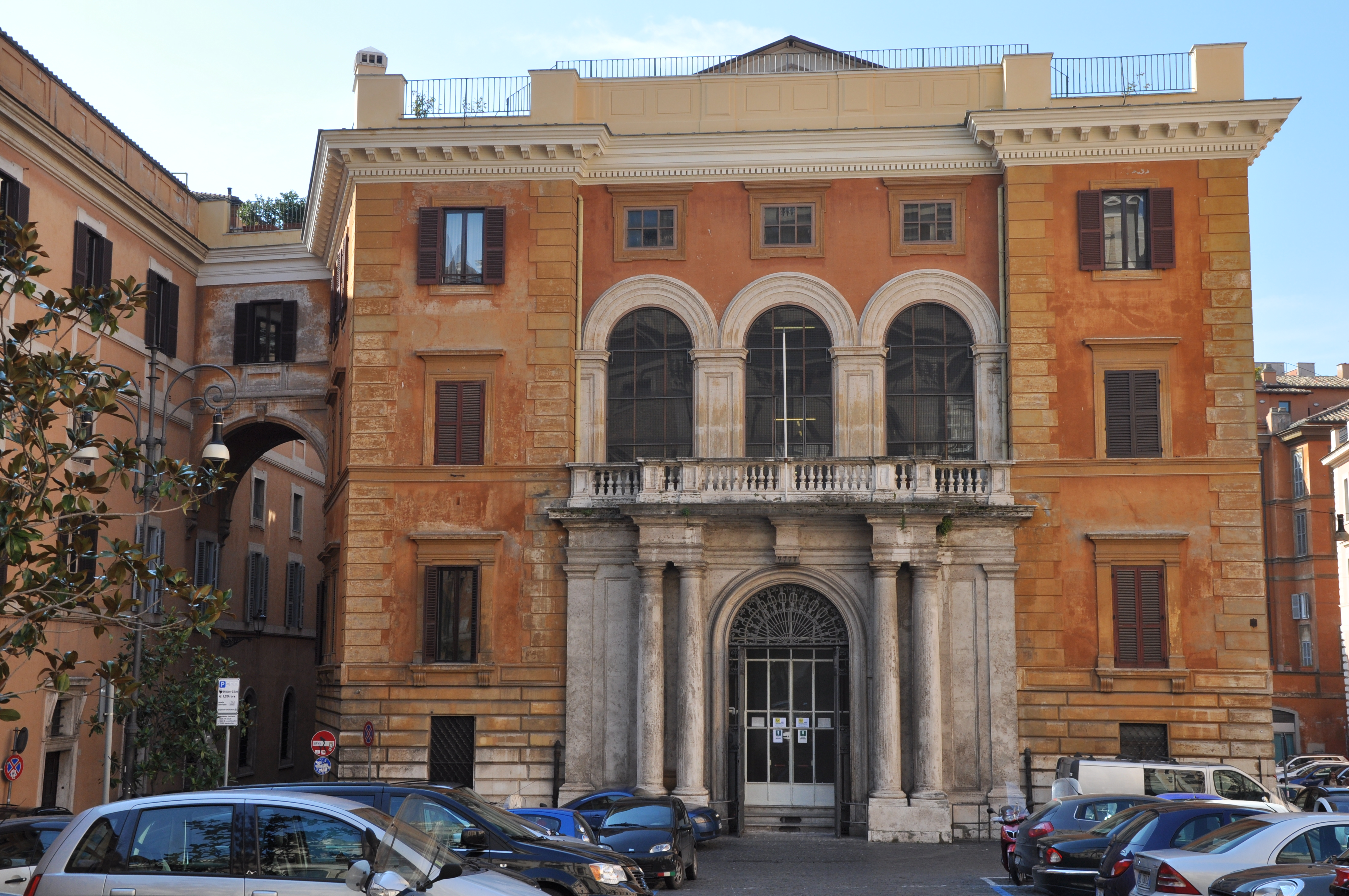
Il palazzo Muti Papazzurri di Roma, dove aveva dimorava come locataria la famiglia Albani prima dell'acquisto dell'edificio alle Quattro Fontane

Nel 1719 la famiglia, che ancora non possedeva una residenza nobiliare a Roma nonostante un quasi ventennio di pontificato di Clemente XI (fino ad allora dimoravano nel palazzo Muti Papazzurri nei pressi di piazza Santi Apostoli), acquista il palazzo alle Quattro Fontane per volere del principe Carlo, dove dispone in loco tutta la quadreria accumulata fino ad allora. La collocazione era pressoché in prossimità della dimora storica dei Barberini, famiglia con cui gli Albani hanno trovato originaria fortuna durante i primi trascorsi romani. Il palazzo tuttavia non fu edificato appositamente per ospitare quella che all'epoca sarebbe dovuta essere la famiglia più importante della città, ma bensì si rivelò essere un mero palazzo di prestigio, non di primissima importanza, frutto di un accorpamento di più strutture preesistenti già di altre famiglie, tra cui i Mattei, i Massimo e i Nerli.

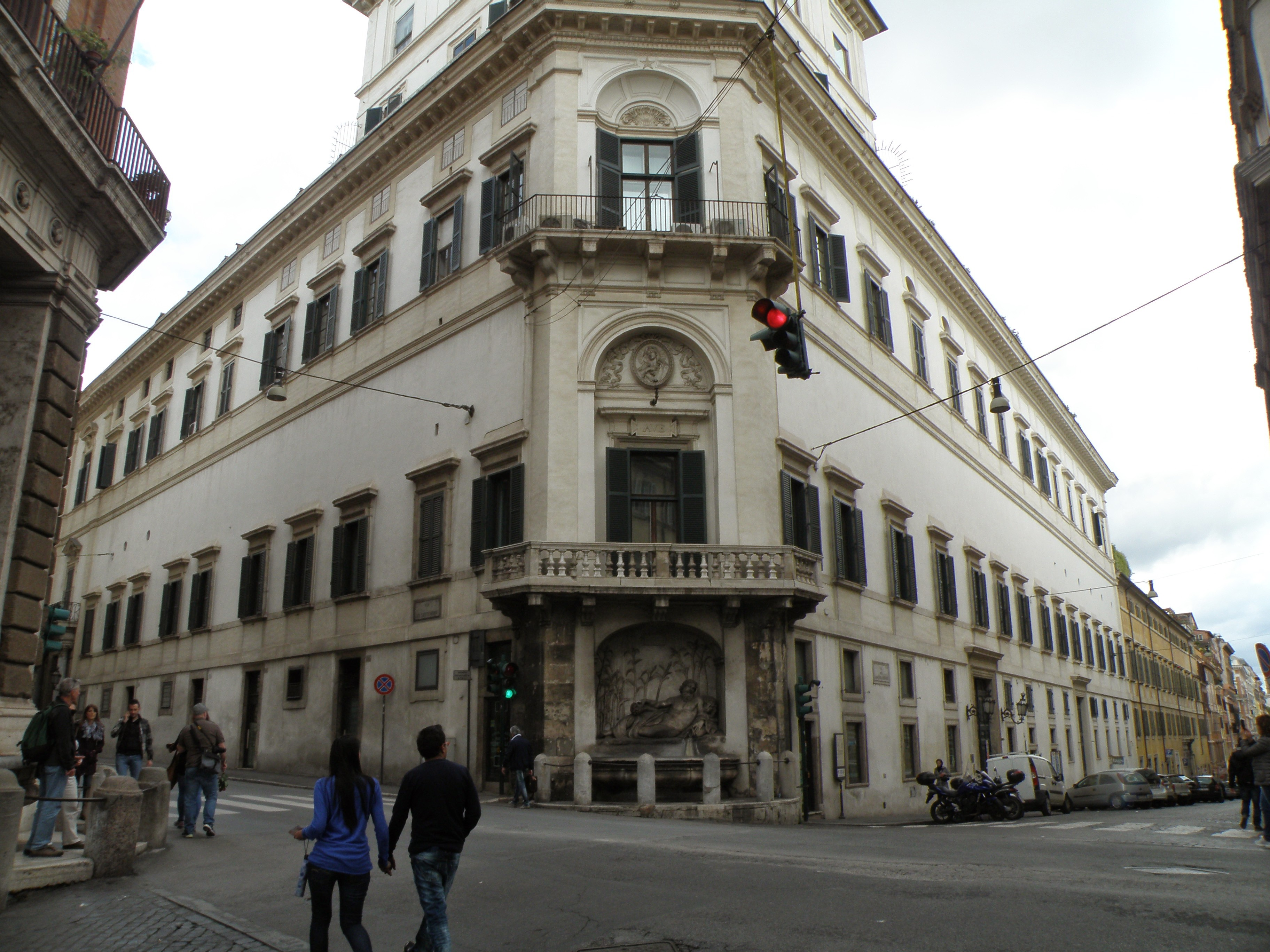
Il palazzo Albani alle Quattro Fontane: acquistato solo nel 1719 per volere di Carlo, fu il primo edificio di proprietà della famiglia nella città di Roma

Nel 1721 furono condotti lavori di adeguamento del palazzo alle Quattro Fontane, dove furono realizzati gli appartamenti privati di Carlo, Annibale e Alessandro. Intanto nello stesso anno papa Clemente XI muore; qualche mese dopo il monsignor Alessandro fu eletto cardinale dal successore Innocenzo XIII, mentre nel 1724 morì anche Carlo, durante un intervento chirurgico andato male per un calcolo urinario.
Alla morte di Carlo fu redatto un ulteriore inventario che in continuità col primo stilato in occasione della morte del padre Orazio, fotografava l'ossatura centrale della collezione di famiglia, ossia quella che nacque a partire da Malatesta e Carlo, per poi proseguire con Clemente XI e Orazio fino a giungere al principe stesso (escludendo quindi le opere nelle proprietà marchigiane e di Soriano). Il secondo inventario risultava però essere più corposo di quello del 1711 circa, probabilmente anche perché giunto completo nella sua elencazione, mentre quello più antico è manchevole in alcune parti: sono elencate circa 1.200 pezzi, circa 400 quadri, senza contemplare gli apporti dei due cardinali, ossia le opere pittoriche del cardinale Annibale e, soprattutto, la raccolta di statuaria classica antica del cardinale Alessandro, una delle più notevoli della città in quegli anni, ma anche disegni, sculture, stampe, piatti dipinti di ceramica, arazzi, modelli architettonici. Il catalogo riguardava quindi quei beni presenti nell'appartamento del principe Carlo alle Quattro Fontane, ossia oltre venti dipinti al primo piano e altri nel secondo, la Galleria, dov'erano circa cento dipinti, in particolare quelli ritenuti esser di maggior pregio, otto sale nei mezzanini e la Guardaroba, dov'erano oggetti preziosi e sculture in marmo e in metallo.

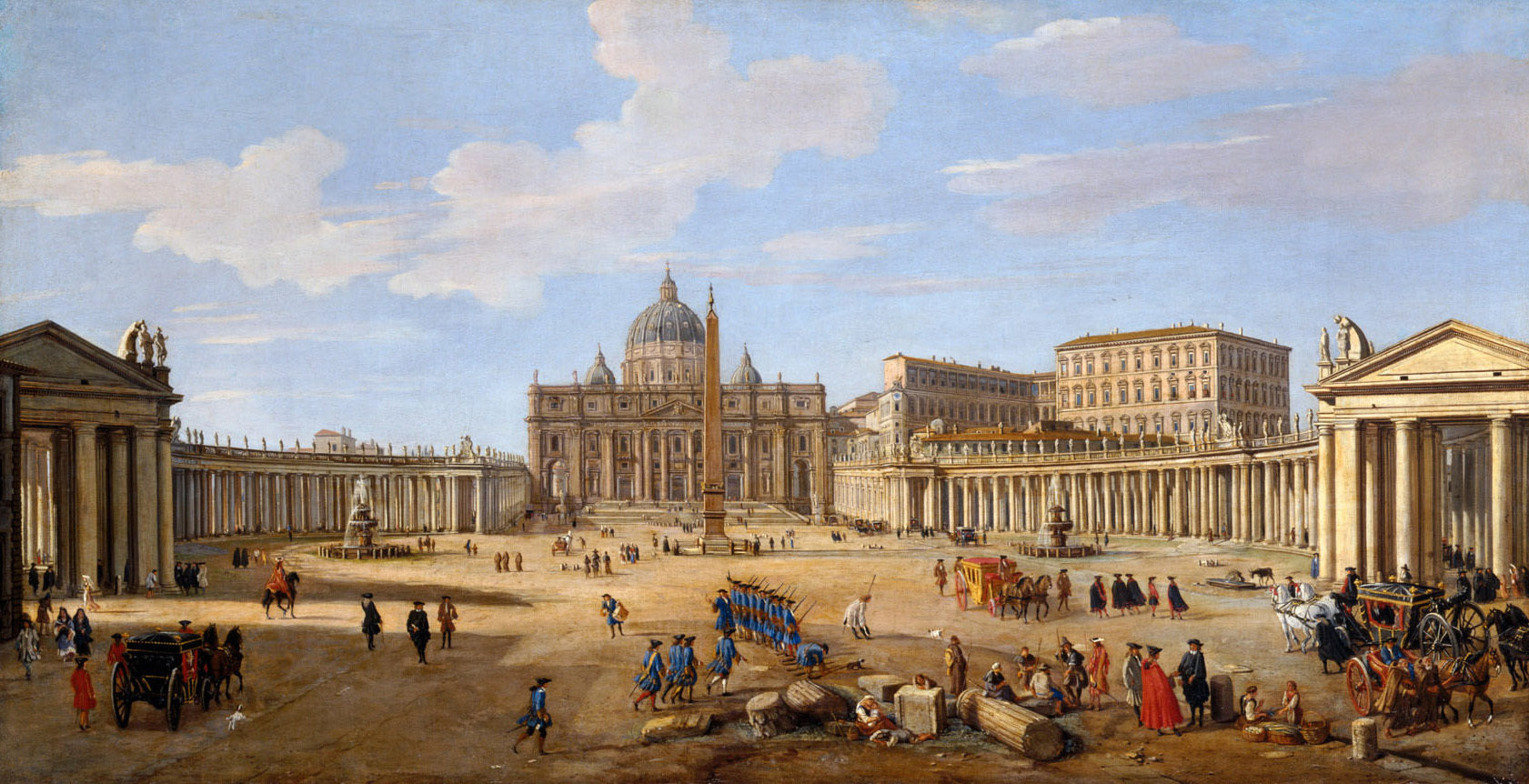
Gaspar van Wittel, Veduta di piazza San Pietro (Kunsthistorisches Museum, Vienna)

Tra i nomi più ricorrenti compare ancora una volta Carlo Maratta, che passa dalle quattordici tele catalogate nel 1711 alle ventidue opere in questa del 1724. Compaiono invece per la prima volta opere come il polittico del Perugino, una Madonna col Bambino attribuita alla cerchia di Leonardo (oggi entrambe a villa Albani a Roma), una Trasfigurazione di Cristo di Raffaello, replica di quella oggi alla Pinacoteca vaticana, poi successivamente declassata a copia, un nucleo di ventiquattro vedute di Gaspar van Wittel, e un cospicuo numero di ritratti di famiglia compiuti da Pier Leone Ghezzi, e altre sei tele del Guercino. I pezzi che valevano di più in assoluto erano la Madonna del Passeggio di Raffaello, inventariata al n. 1 del catalogo, per un valore stimato di 3.000 scudi, due dipinti di Andrea del Sarto, tra cui una Madonna col Bambino, stimate entrambe 2.500 scudi, e la Madonna col Bambino della cerchia di Leonardo, pari a 1.000 scudi.

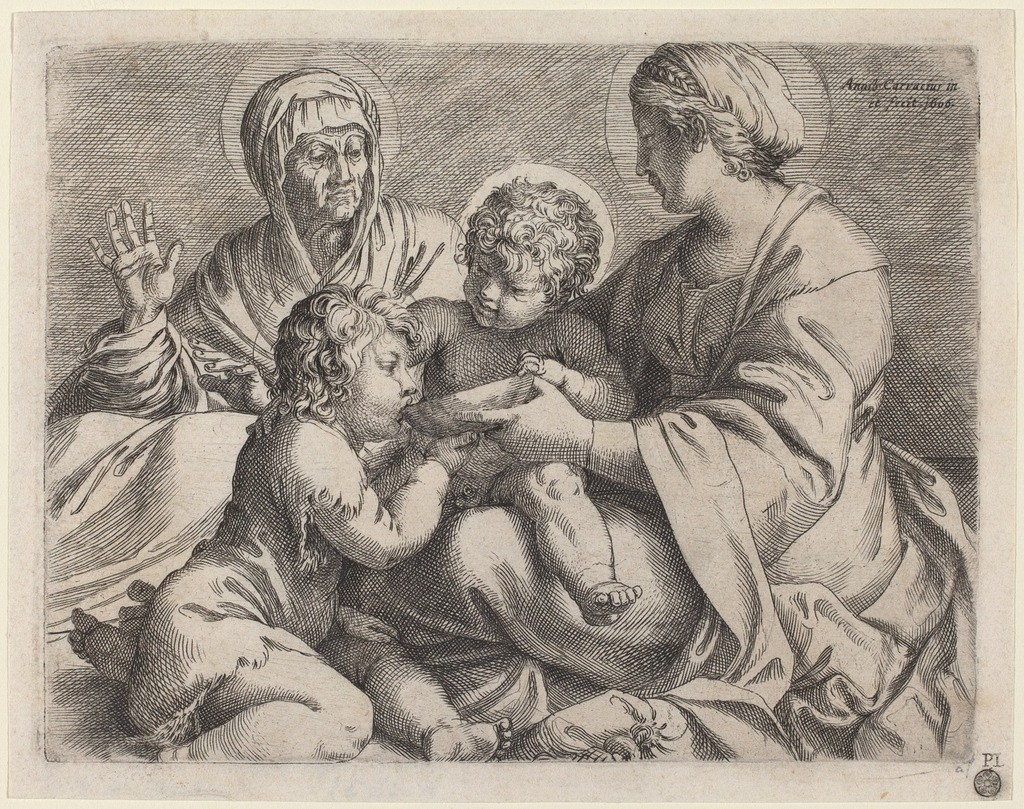
Incisione della Madonna della scodella di Annibale Carracci

Altre opere che invece erano segnalate nel primo inventario del 1711 ma che qui scompaiono, lasciando immaginare che forse queste siano state spostate tra le varie residenze della famiglia tra Roma, Urbino, Soriano nel Cimino e nella residenza di campagna a Colbordolo, località dove non venivano censiti i beni, erano i sei quadri di Annibale Carracci (Madonna della Scodella, valutata 600 scudi, Cristo morto sostenuto da un angelo, San Girolamo penitente, Madonna col Bambino e san Giovanni Evangelista, Madonna col Bambino, Ritratto di giovane uomo), una Testa di donna del Domenichino, o nel Ritratto del papa Clemente XI eseguito da Antonio David.
Nella sua residenza di Soriano erano presenti per lo più mobilia, arazzi e oggetti d'arredo, in quella di Urbino invece erano indicate diverse opere, circa 150, di cui però pressoché tutte senza indicazione dell'autore, mentre qualche anno prima, nel 1703, documenti antichi attestano che nella stessa Galleria urbinate erano segnalate opere di Albani, Barocci, Tiziano, Michelangelo, Domenichino, Maratta, Romanelli e altri.
Alla morte del principe, per sua volontà si istituì anche una primogenitura sul feudo di Soriano, sulla porzione a lui spettante nel palazzo alle Quattro Fontane di Roma, su quello di Urbino e un fedecommesso sui beni della famiglia. Secondo questo atto, qualora in futuro la linea maschile della famiglia si fosse estinta, i titoli ed i successi con anche tutte le proprietà sarebbe dovuta andare alla discendenza della figlia Giulia Augusta, sposata in nozze con Agostino Chigi.

#### La collezione sotto il cardinal-nipote Annibale Albani
Annibale fu quello che raccolse la gestione di tutti i beni di Carlo quando questi morì, e quindi dei suoi predecessori, rimanendo negli ambienti socio-economici che contavano anche dopo la scomparsa dello zio e del fratello: fu lui a controllare il feudo di Soriano dov'era sua la parte di palazzo adiacente alla fontana di Papacqua che fece completare dopo l'acquisto del complesso. Annibale si occupò di gestire i beni di famiglia dislocati tra Urbino, Roma e Soriano, nonché tutta la collezione d'arte raccolta fino a quel momento. Implementò la raccolta con le sue opere e finanziò anche l'intervento di pittori su luoghi pubblici che erano culturalmente e spiritualmente legati alla famiglia, tra cui vi fu la commessa di tre tele a Onofrio Avellino per l'abbazia di Casamari.
Nel 1751 il cardinale muore: dei suoi beni lasciò in eredità gran parte di questi tutti al nipote Orazio, II principe di Soriano nel Cimino, mentre all'altro nipote cardinale Giovanni Francesco diede la disponibilità del solo uso della proprietà di Soriano.

#### La raccolta di antichità di Alessandro Albani, la nascita dei Musei Capitolini

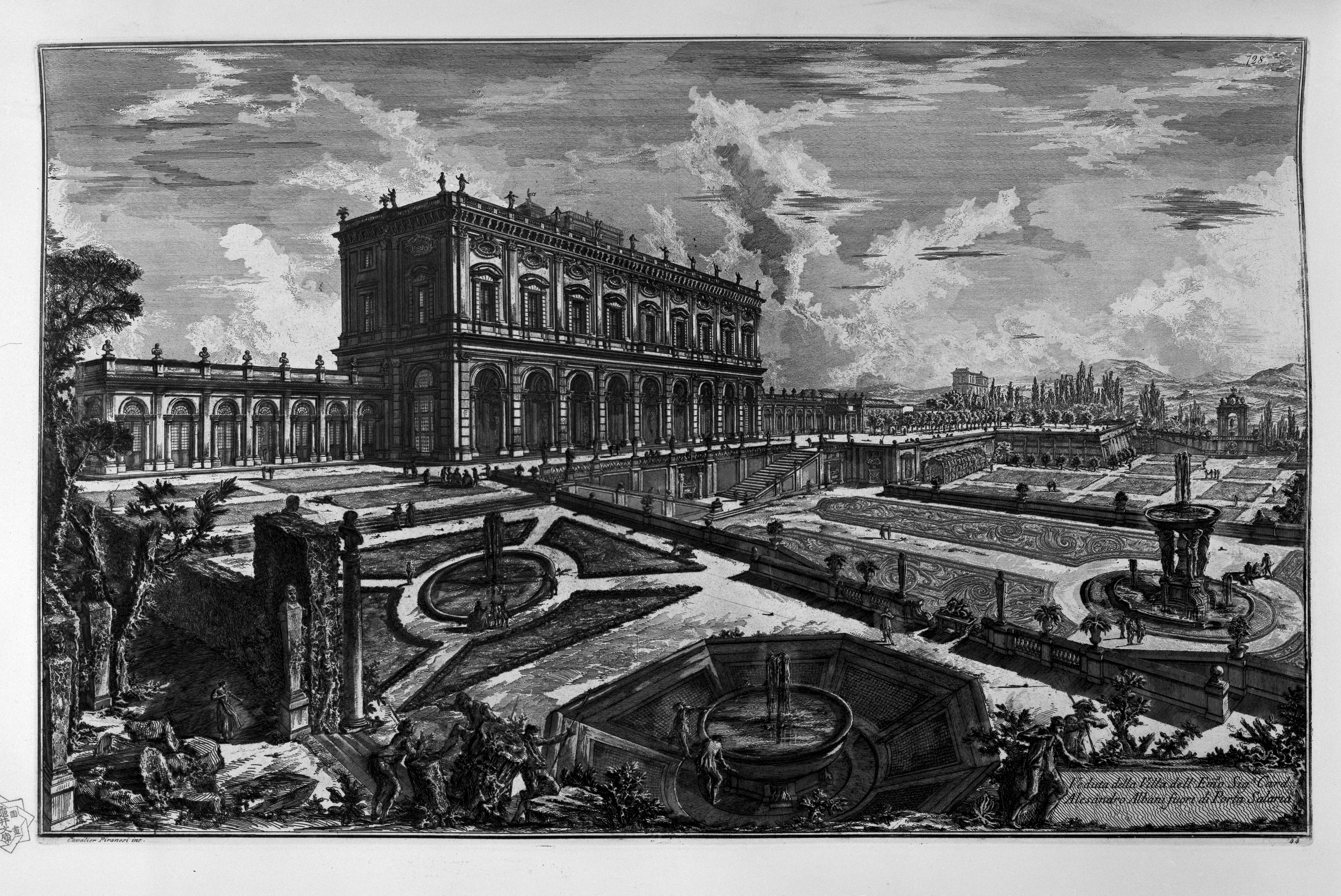
Villa Albani di Roma

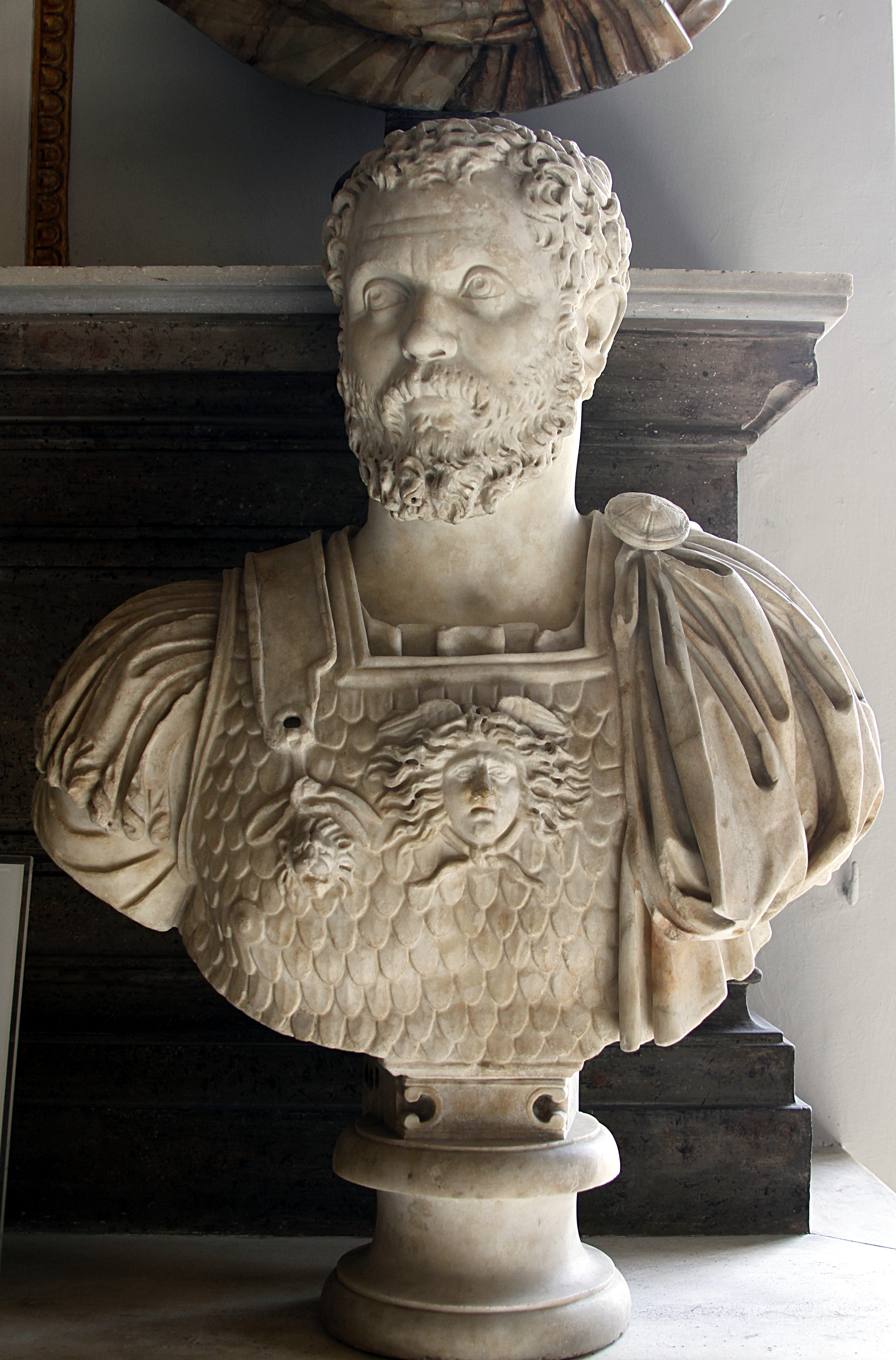
Busto di Clodio Albino (Musei Capitolini, Roma)

Alessandro Albani, intanto, fu probabilmente colui che meglio riuscì nelle intenzioni collezionistiche della famiglia. La sua fama fu dovuta esclusivamente all'attenzione che ebbe per l'arte antica, i cui reperti venivano rinvenuti durante gli scavi che il cardinale promuoveva nei dintorni di Roma, arrivando a costituire una delle raccolte più importanti del Settecento, che già a partire dal 1725 erano registrati, assieme anche ad una raccolta personale di pitture, negli appartamenti privati alle Quattro Fontane. La collezione si era arricchita nei primi del XVIII secolo anche tramite svariate donazioni in suo favore, tra cui quelle dalla collezione Pamphilj, da cui pervennero opere come il bassorilievo con Perseo e Andromeda, un altro con la caccia calidonia (che però è moderno), il sarcofago col mito di Prometeo, la statua con Leda e il cigno, la testa di Nerva, il ritratto di Omero, quello di Lucio Vero e svariati altri busti.
Il cardinale tuttavia si trovò ben presto in una situazione di criticità finanziaria che lo obbligò a vendere alcuni pezzi della propria collezione: un primo catalogo di statue dovette essere parzialmente (34 pezzi) venduto al re di Polonia Augusto II nel 1728, per 7.000 scudi, tra cui vi erano lo Zeus fidiaco, una replica della Venere Medici e la Niobe morente; un successivo blocco fu venduto invece nel 1733 a papa Clemente XII, che acquistò dalla collezione 416 sculture, tra cui una serie di busti di imperatori romani, per evitare che questi potessero essere alienati fuori dalla città di Roma, da allora conservati presso i Musei Capitolini, che quindi nacquero proprio dalle intenzioni del pontefice di salvaguardare alla città di Roma la collezione del cardinale (e anche altre), che altrimenti avrebbe preso la via dell'estero.
La collezione di antichità di Alessandro fu successivamente ricostituita con il rinvenimento di altri pezzi, che questa volta furono collocati non più alle Quattro Fontane, ma nella sua sontuosa residenza fuori porta Salaria, la cui villa fu commissionata all'architetto Carlo Marchionni intorno al 1730-1740 in anticipazione del gusto neoclassico. La nuova collezione divenne ben presto oggetto di studi di numerosi artisti italiani e stranieri, tra cui Anton Raphael Mengs e Johann Joachim Winckelmann, che fu ospite del cardinale negli ultimi dieci anni della sua vita occupandosi anche di catalogare il materiale presente in loco.
Alessandro Albani fu inoltre anche un grande collezionista di libri antichi, su tutti il cosiddetto Museo Cartaceo (raccolta di più di diecimila disegni e un numero smisurato di stampe) della collezione di Cassiano dal Pozzo, che acquisì in eredità nel 1713 da papa Clemente XI il quale lo acquisì dieci anni prima e che andrà poi dispersa tra l'Italia (Roma e Napoli), l'Inghilterra (con la vendita di gran parte del materiale librario del 1762 al re Giorgio III) e la Francia con l'avvento dei francesi nel 1798. Delle collezioni epigrafiche e numismatiche del cardinale sono rimaste numerose descrizioni a stampa. 
Il cardinale fece innalzare inoltre un'altra villa con un vasto parco ad Anzio, abitabile però solo per poche settimane all'anno in primavera a causa dell'ambiente malsano che favoriva la diffusione della malaria: gli scavi effettuati nel terreno del parco furono comunque utili a portare alla luce molte sculture di epoca romana.

#### La collezione sotto Orazio, II principe di Soriano
Alla morte di Annibale e di Alessandro, Orazio, II principe di Soriano, si trovò a gestire tutta l'intera collezione della famiglia, sia la parte storica vincolata da fidecommessi che da Clemente XI passò al figlio Carlo, sia quella libera degli zii cardinali, in particolare di Alessandro.
Orazio ebbe vita lunga sotto l'ala protettiva di Annibale e Alessandro trovando nozze vantaggiose nel 1748 con Marianna Cybo Malaspina dei principi a Massa. Ottenne in eredità anche le proprietà immobiliari della famiglia, quindi la residenza di Soriano già di Carlo e poi di Annibale, mentre la villa su Porta Salaria andò al fratello, il cardinale Giovanni Francesco, che intanto effettuava anch'egli immissioni nella collezione con propri acquisti personali, come nel caso della Giuditta e Oloferne di Orazio Gentileschi (o Ottavio Leoni).
Sotto la guida di Orazio la collezione Albani rimase pressoché integra fino alla fine del XVIII secolo. Le opere vincolate dal fidecommesso di Carlo rimasero infatti salve alla data del 1792, data in cui Orazio morì, mentre la situazione generale della famiglia ebbe un brusco tracollo con l'arrivo dei francesi qualche anno dopo.

#### Il declino con l'avvento dei francesi

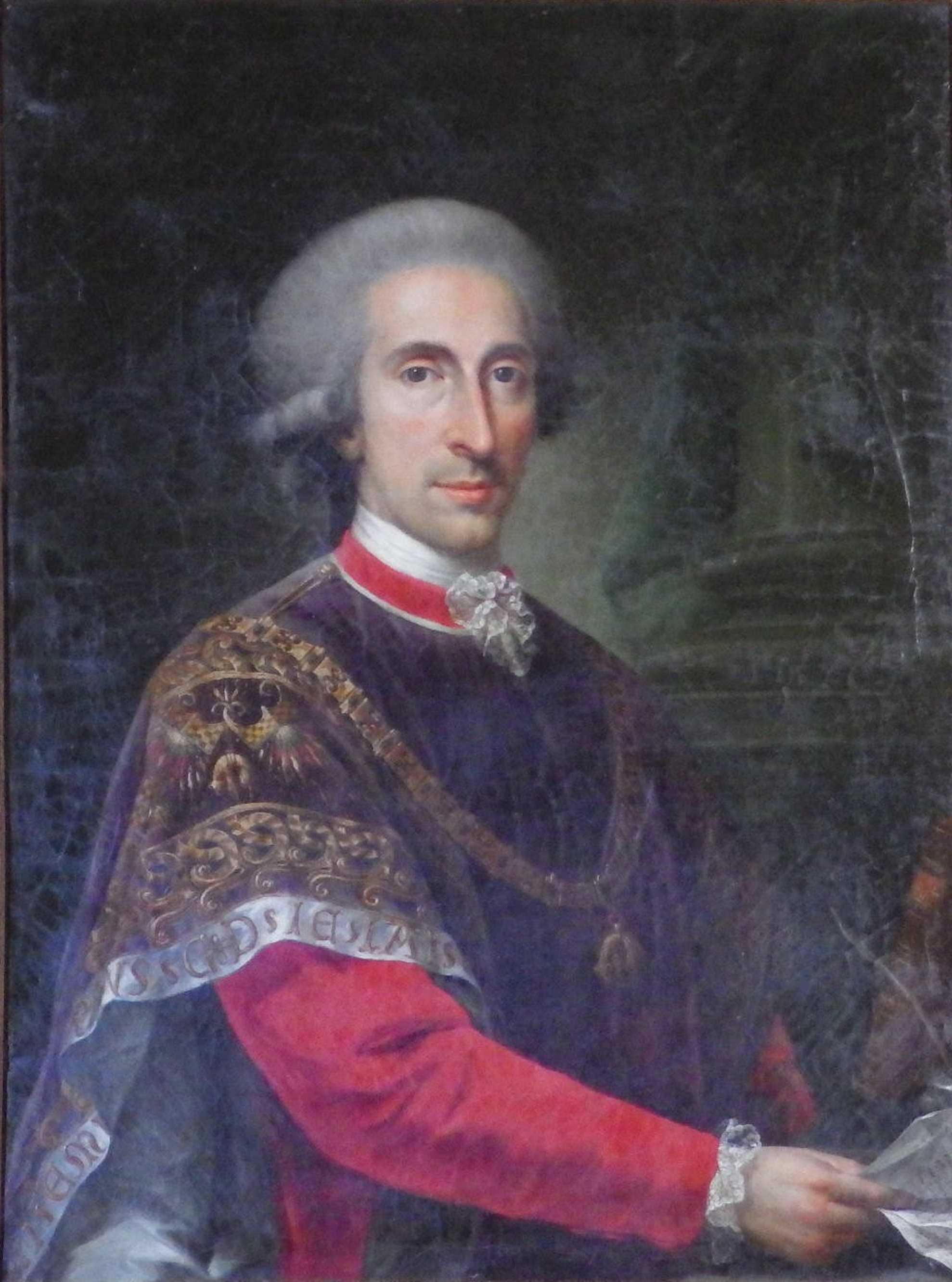
Carlo Francesco Albani, III principe di Soriano nel Cimino

Nel momento dell'arrivo delle truppe francesi il capo della casata era Carlo Francesco Albani (1749-1817), III principe di Soriano nel Cimino, che si trovò tra il 1798 e il 1799 a gestire l'instaurazione della Repubblica Romana. Gli Albani erano politicamente ostili ai francesi, tant'è che già quando le truppe d'oltralpe entrarono in Lombardia, Carlo Francesco, che comunque aveva già lasciato Roma dal 1772 facendovi ritorno solo saltuariamente, al momento si trovava a Milano al servizio dei signori austriaci, con i quali poi fuggì in Austria seguito successivamente anche dal fratello, il monsignor Giuseppe (1750-1834).
L'altro importante esponente in quel periodo era il cardinale Giovanni Francesco, fratello di Orazio, II principe di Soriano, che al momento dell'arrivo dei francesi era però a Venezia per il conclave dal quale fu eletto Pio VII. Pertanto, all'arrivo delle truppe giacobine tutti i beni della famiglia erano pressoché incustoditi.

### Ottocento

#### Le dismissioni sotto Carlo Francesco Albani

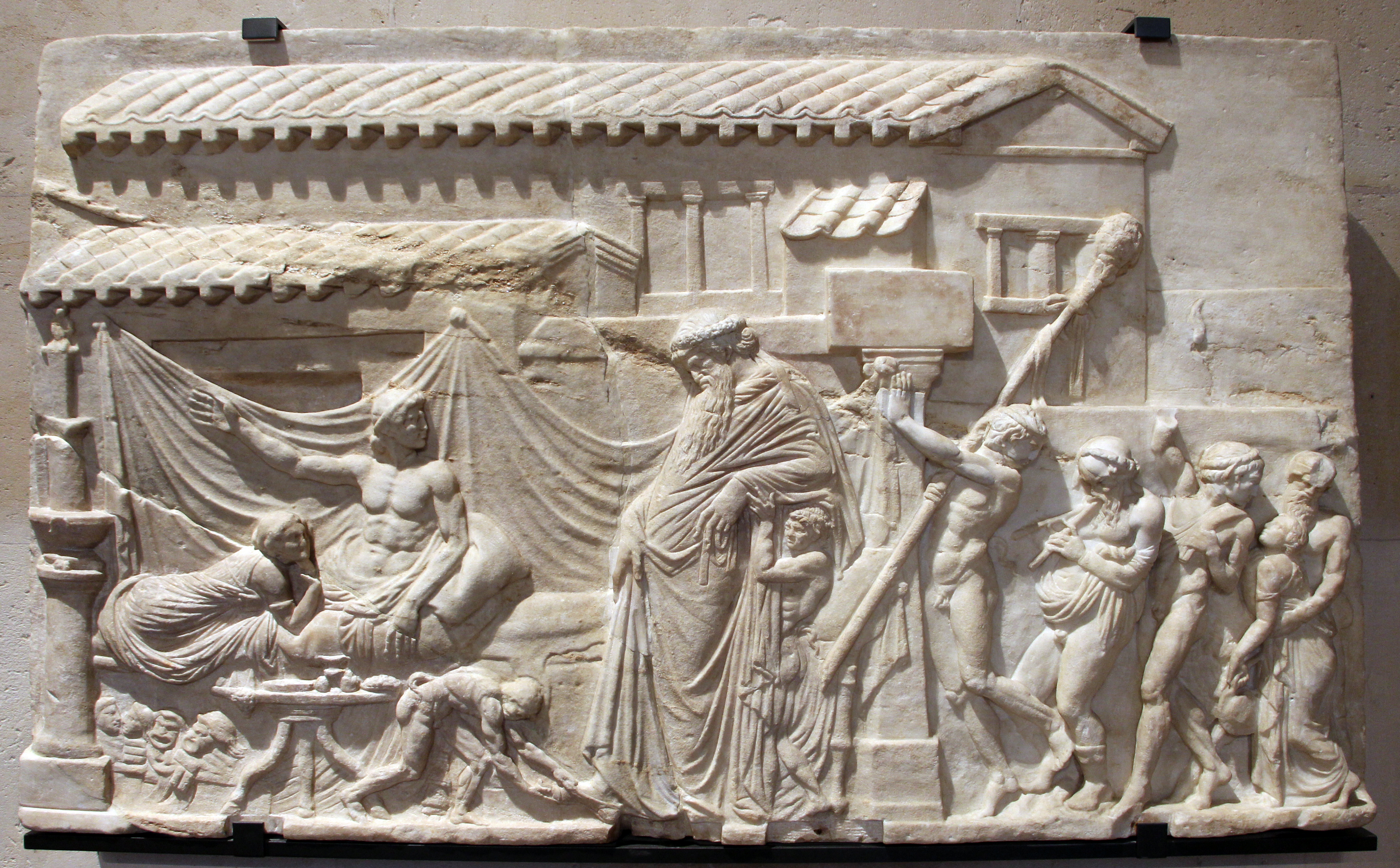
Lastra con poeta drammatico che riceve Dioniso (Museo del Louvre, Parigi)

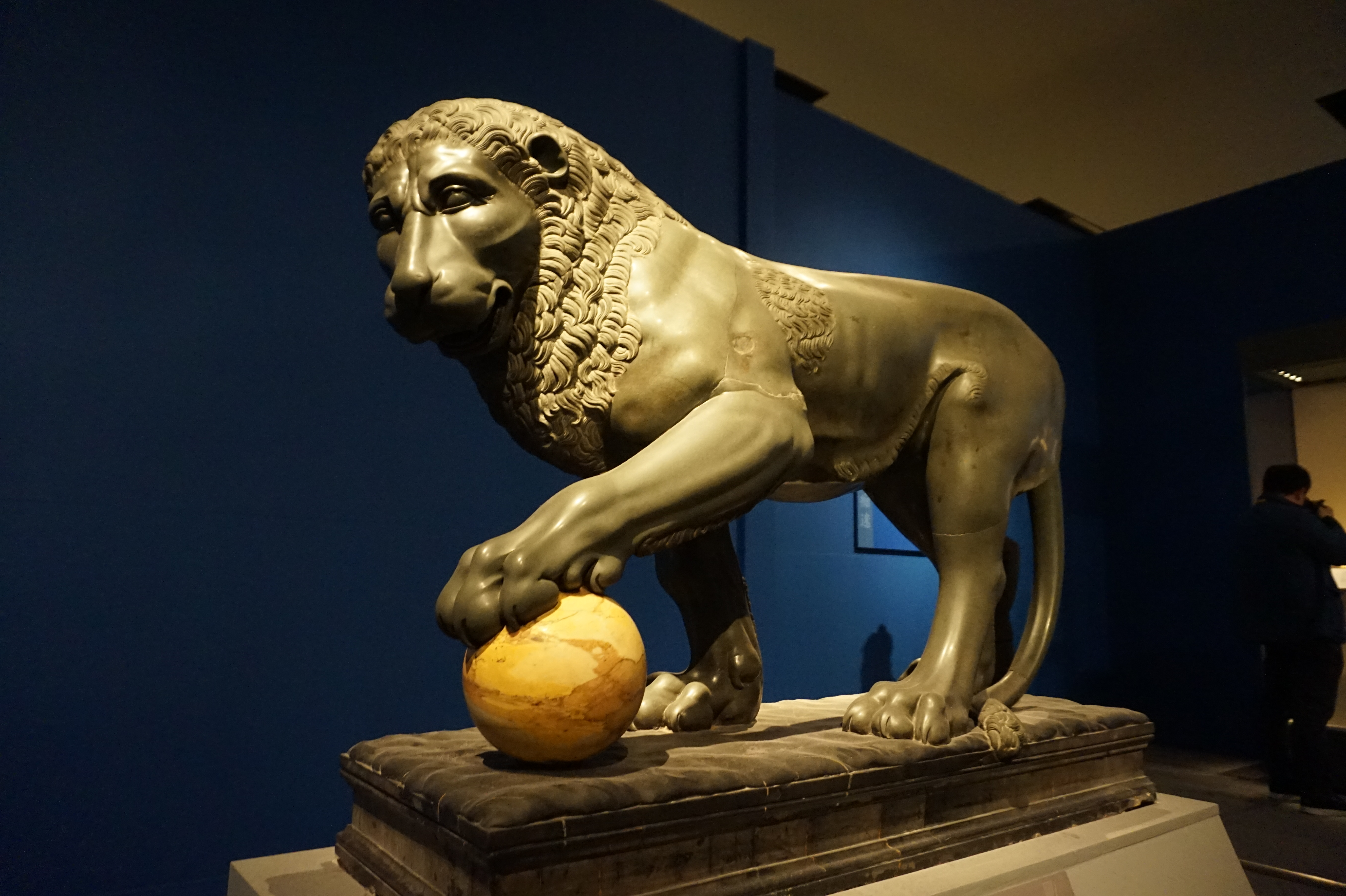
Leone Albani (Museo del Louvre, Parigi)

Le proprietà degli Albani a Roma, Soriano, ma anche quelle marchigiane, furono quindi liberamente saccheggiate dai francesi una volta che questi proseguirono la discesa lungo la penisola: la collezione di bronzi provenienti in gran parte da Tivoli già del cardinale Alessandro passò in parte a Luigi I di Baviera e in parte alla famiglia dei Torlonia.
Molte delle opere trafugate con l'arrivo dei francesi furono anche messe in vendita direttamente nelle aste pubbliche, i quali si interessarono anche di distruggere i documenti di archivio così da rendere più difficile il reperimento e il riconoscimento dei beni una volta che gli Albani intentarono di recuperare le proprietà perdute. Il valore delle opere d'arte mobili perse ammontava a 62.409 scudi, di cui gli Albani riuscirono a recuperane alcune per un valore pari a soli 4.933 scudi (tra queste vi era il Transito della Vergine di Carlo Maratta).
Agli inizi dell'Ottocento erano molti i beni Albani che giravano sui mercati d'antiquariato romano: un intero blocco di opere giunse per il tramite delle collezioni reali napoletane di Leopoldo di Borbone, principe di Salerno, a Chantilly, in Francia, altre rientravano tra le spoliazioni napoleoniche (molta statuaria antica e anche pitture, tra cui il Salvator mundi di Carlo Dolci, la Madonna col Bambino di Perugino e il medesimo soggetto di Bernardino Fasolo), altre raggiunsero i mercati londinesi per il tramite di emissari britannici stabilitisi a Roma per reperire quante più opere possibili dalle famiglie nobiliari in difficoltà in quel tempo (come gli Aldobrandini, i Borghese, i Colonna e i Corsini), tra cui alcuni capolavori Albani come il Marte del Guercino, un San Girolamo di Guido Reni e un cartone di Raffaello, il mercante Angelo Bonelli aveva invece in vendita presso il proprio locale un San Giovanni Battista di Annibale Carracci, mentre altre opere entrarono nella Galleria di Carlo Ludovico di Borbone a Lucca, acquistate dalla madre Maria Luisa sul mercato romano. Un cospicuo numero di reperti di antichità del cardinale Alessandro fu invece requisito e portato nelle collezioni francesi, oggi esposte al Louvre di Parigi. La biblioteca di Cassiano dal Pozzo acquisita da Alessandro Albani fu invece smantellata e dispersa, oggi in varie sedi tra l'Italia (Istituto nazionale per la grafica di Roma e la Biblioteca Nazionale di Napoli) e la Francia (Parigi, Chantilly, Montpellier e Lilla).

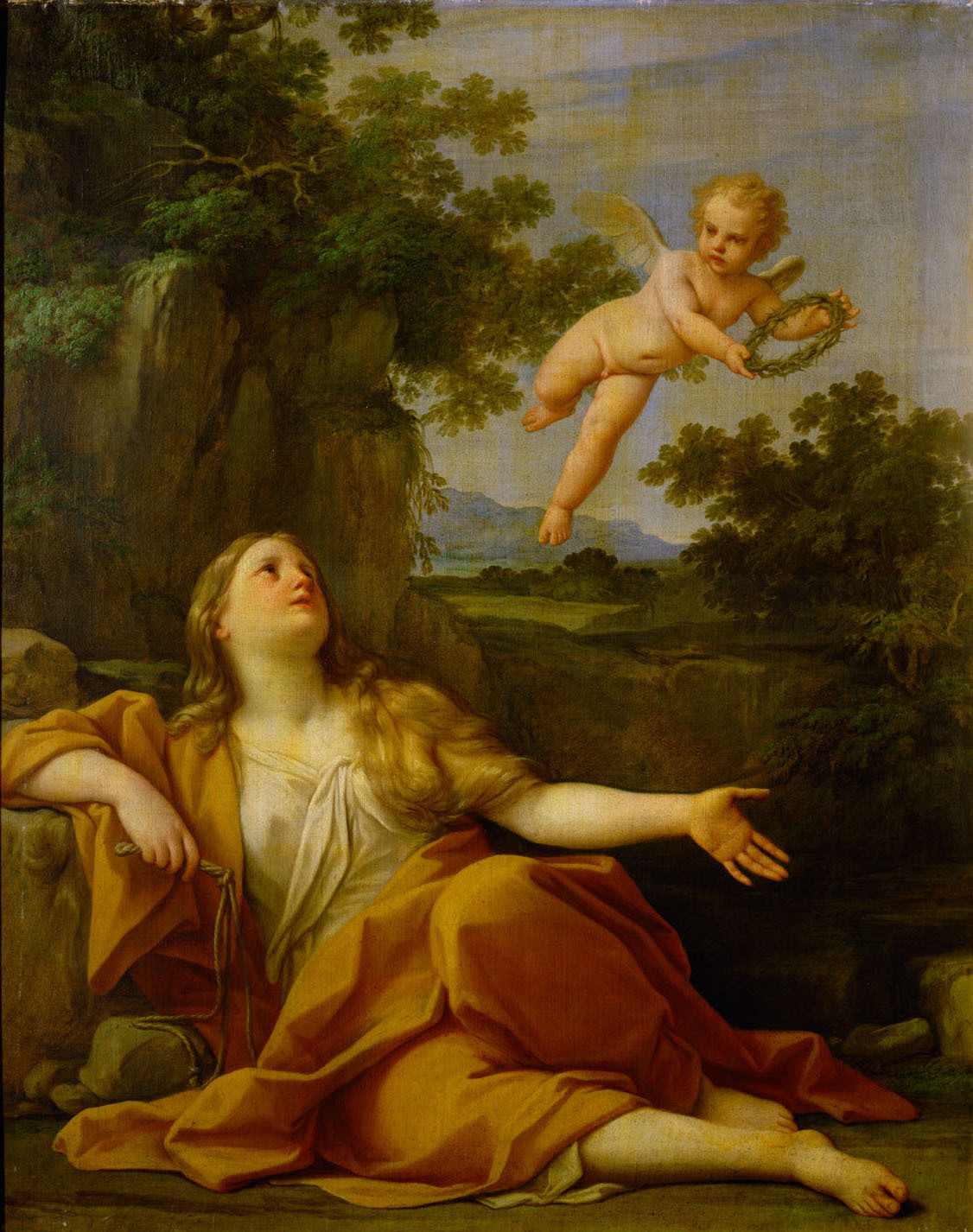
Marcantonio Franceschini, Maddalena penitente (Kunsthistorisches Museum, Vienna)

Oltre alle dismissioni coercitive, per fronteggiare il momento difficile altre opere furono messe in vendita direttamente su volontà di Carlo Francesco che, rifugiatosi in Austria, le cedette intorno al 1801 alla Galleria Imperiale di Vienna, la quale selezionò 31 dipinti su un catalogo di 174 opere, tra cui vi era un David e Golia attribuito a Pietro della Vecchia (oggi assegnato a un seguace di Dosso Dossi), il San Sebastiano del Guercino, diverse tele di Marcantonio Franceschini, altre di Gaspar van Wittel e la scena con Animali di Philipp Peter Roos. Molte di queste opere non comparivano in nessuno degli inventari del 1711 e del 1724, pertanto è presumibile che potessero trattarsi di beni provenienti dalle collezioni di Annibale e di Alessandro o comunque che derivassero da acquisti successivi alle date dei due cataloghi.
Carlo Francesco morì nel 1817: nel suo testamento riportò che la collezionee più in generale tutte le proprietà della casata, nonostante alcune restituzioni nel 1815 di pezzi espropriati da Napoleone, risultavano esser state devastate. Con questo inventario venivano riportate circa 350 opere (compresi cartoni e disegni) nel palazzo alle Quattro Fontane di Roma, altre 250 circa, per lo più quadri di natura e paesaggio, escluse le sculture di antichità, che erano invece nella villa a Porta Salaria. Ciò che restava della collezione andò quindi nelle proprietà del fratello Giuseppe Albani.

#### L'estinzione della linea maschile e lo smembramento della collezione

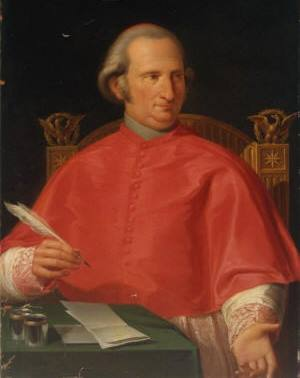
Giuseppe Albani

Nonostante i furti degli anni addietro, la collezione Albani rimaneva comunque una delle più importanti per qualità e quantità delle opere. Alla morte di Giuseppe, nel 1834, l'elenco dei dipinti conservati nel palazzo alle Quattro Fontane era di 243 opere, più altre centinaia conservate tra il palazzo della Consulta (dove viveva Giuseppe) e le altre proprietà di famiglia.
Tra i discendenti del casato l'unico maschio che vi fu (Ferdinando Clemente, figlio di Carlo Francesco) morì contestualmente alla nascita, mentre gli altri figli erano tutte femmine. Il cardinale Giuseppe, quindi, già prima di morire e trasferire la raccolta all'altro fratello, Filippo Giacomo, IV principe di Soriano, non sposato e senza prole, nonché ultimo proprietario prima del definitivo smembramento della raccolta, si interessò in merito alla possibilità di dare continuità alla discendenza del cognome Albani tramite una delle pronipoti femmine, figlie di Carlo Francesco. La terzogenita Elena Giuseppa, sposata con Pompeo Litta Arese, ebbe Antonietta Maria come figlia, che andò in nozze nel 1831 con Carlo Castelbarco Visconti Simonetta: quest'ultima fu colei ad essere investita da questa responsabilità, seppur la questione comunque divenne aspramente controversa tra i congiunti, in quanto secondo l'antico lascito di Carlo, I principe di Soriano, qualora si fosse estinta la linea maschile, l'originaria collezione vincolata dal fedecommesso sarebbe dovuta pervenire ai discendenti di sua figlia Giulia Augusta, sposata con Agostino Chigi della Rovere, III principe di Farnese.

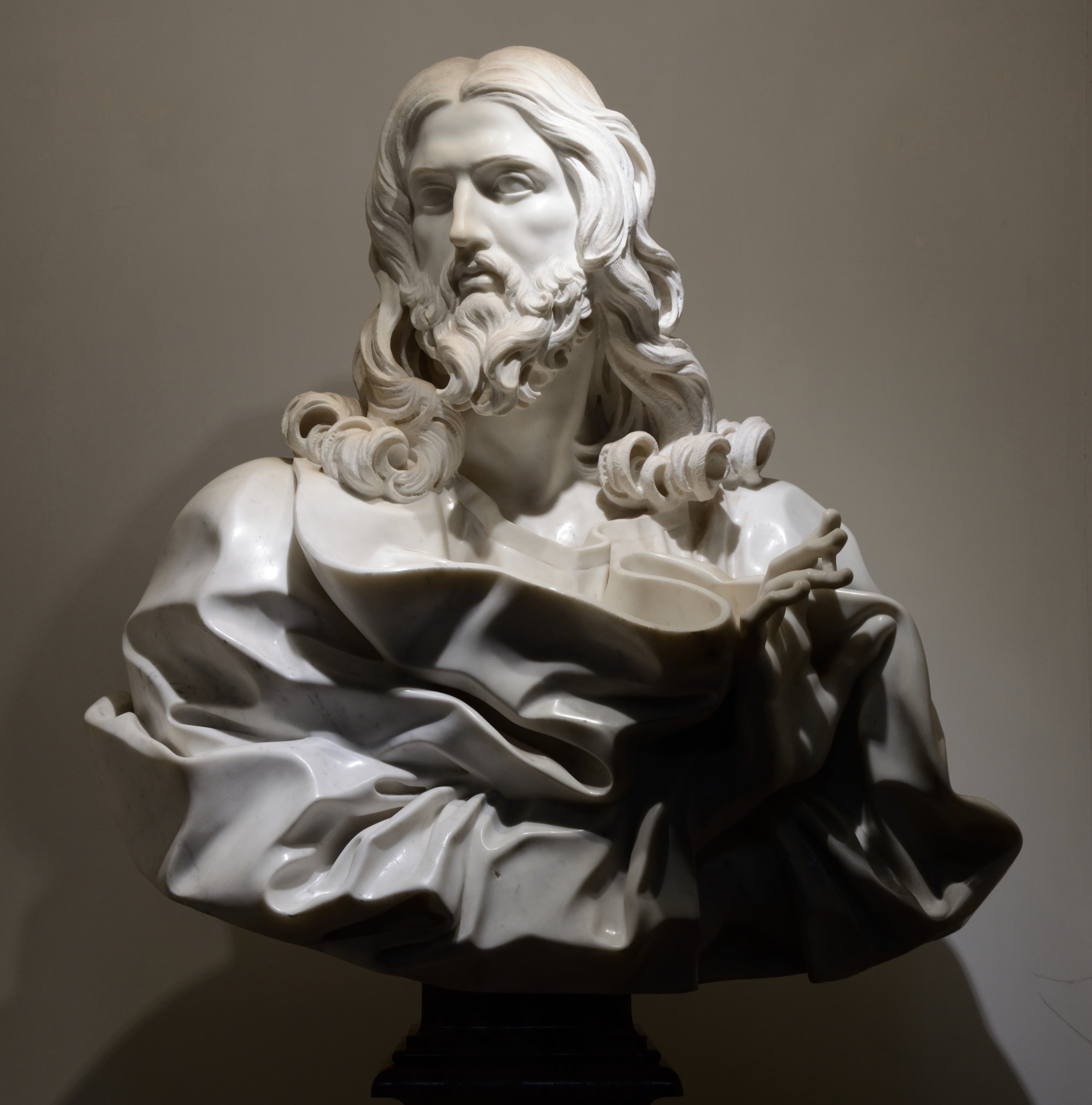
Gian Lorenzo Bernini, Busto del Salvatore (basilica di san Sebastiano fuori le mura, Roma)

Dinanzi a questi possibili due scenari, una sentenza del Tribunale del 1842 riconobbe Sigismondo Chigi della Rovere quale erede della primogenitura e pertanto a lui andarono i titoli e i successi del casato, così come la possibilità di portare lo stemma familiare, ma anche il palazzo alle Quattro Fontane e il feudo di Soriano nel Cimino, mentre alla famiglia Castelbarco andarono "solo" la villa romana di Porta Salaria e tutti i beni e i possedimenti marchigiani di Urbino, Colbordolo e Pesaro (di cui la villa Imperiale che nel 1777 il principe Orazio ottenne in enfiteusi perpetua da Pio VI).
L'inventario del 1852 redatto alla morte dell'ultimo esponente della linea maschile Albani, Filippo Giacomo, registra la collezione nella sua interezza, comprendendo anche le raccolte di Urbino, nel cui palazzo di famiglia erano presenti una serie di cinquantatré ritratti di cardinali nominati da Clemente XI, oggi parzialmente sopravvissute, e addirittura, erroneamente segnalata negli inventari antichi in favore di uno scultore siciliano non noto nella storia dell'arte (tal Pietro Papaleo), il busto del Salvatore di Gian Lorenzo Bernini nella residenza familiare romana (già in collezione Odescalchi e che poi successivamente sarà spostato nella cappella di famiglia entro la basilica di San Sebastiano fuori le mura dai nuovi proprietari Chigi).
Da lì a qualche anno i beni Albani furono alienati smembrando quasi del tutto la collezione e le proprietà di famiglia accumulate nel corso dei secoli: nel 1858 i Chigi vendettero il palazzo alle Quattro Fontane con tutte le opere ivi contenute alla regina di Spagna Maria Cristina di Borbone mentre nel 1866 i Castelbarco vendettero invece la villa di Porta Salaria con circa 170 dipinti più un cospicuo numero di reperti d'antichità alla famiglia Torlonia, alcuni dei quali, nel 1891, passarono poi tra le proprietà dello Stato italiano confluendo nelle raccolte nazionali d'arte antica di Roma.

## Elenco delle opere (non completo)

### Antichità

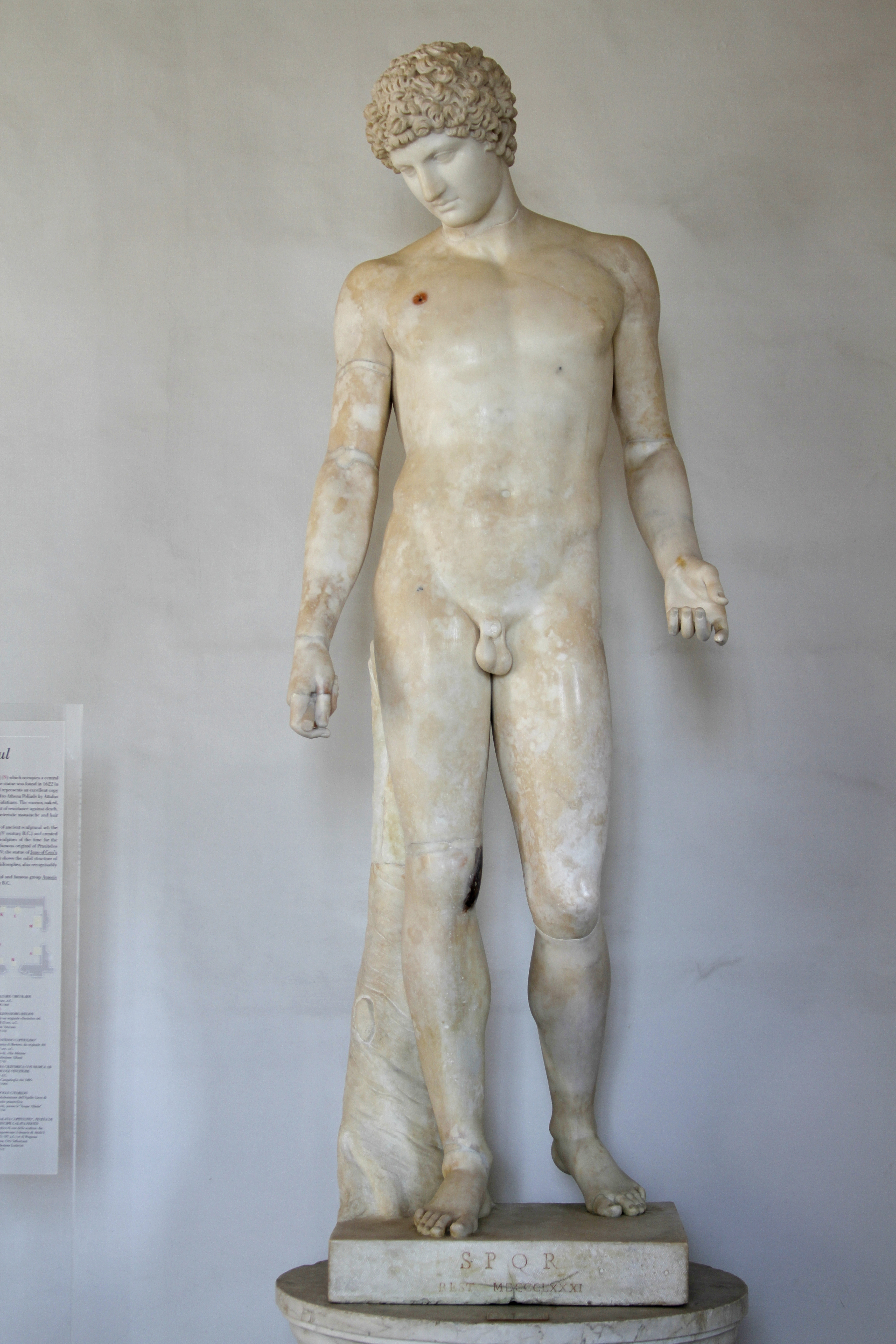
Antinoo Capitolino

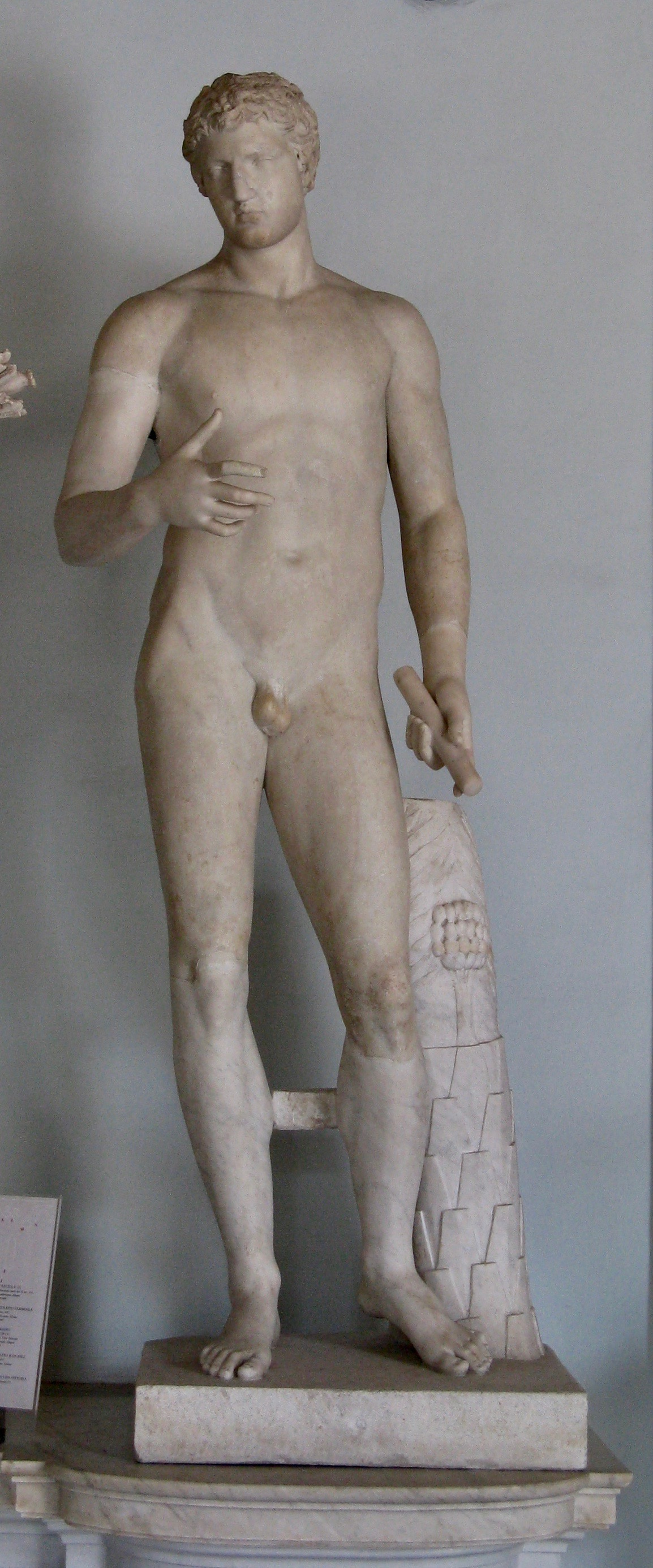
Atleta Albani

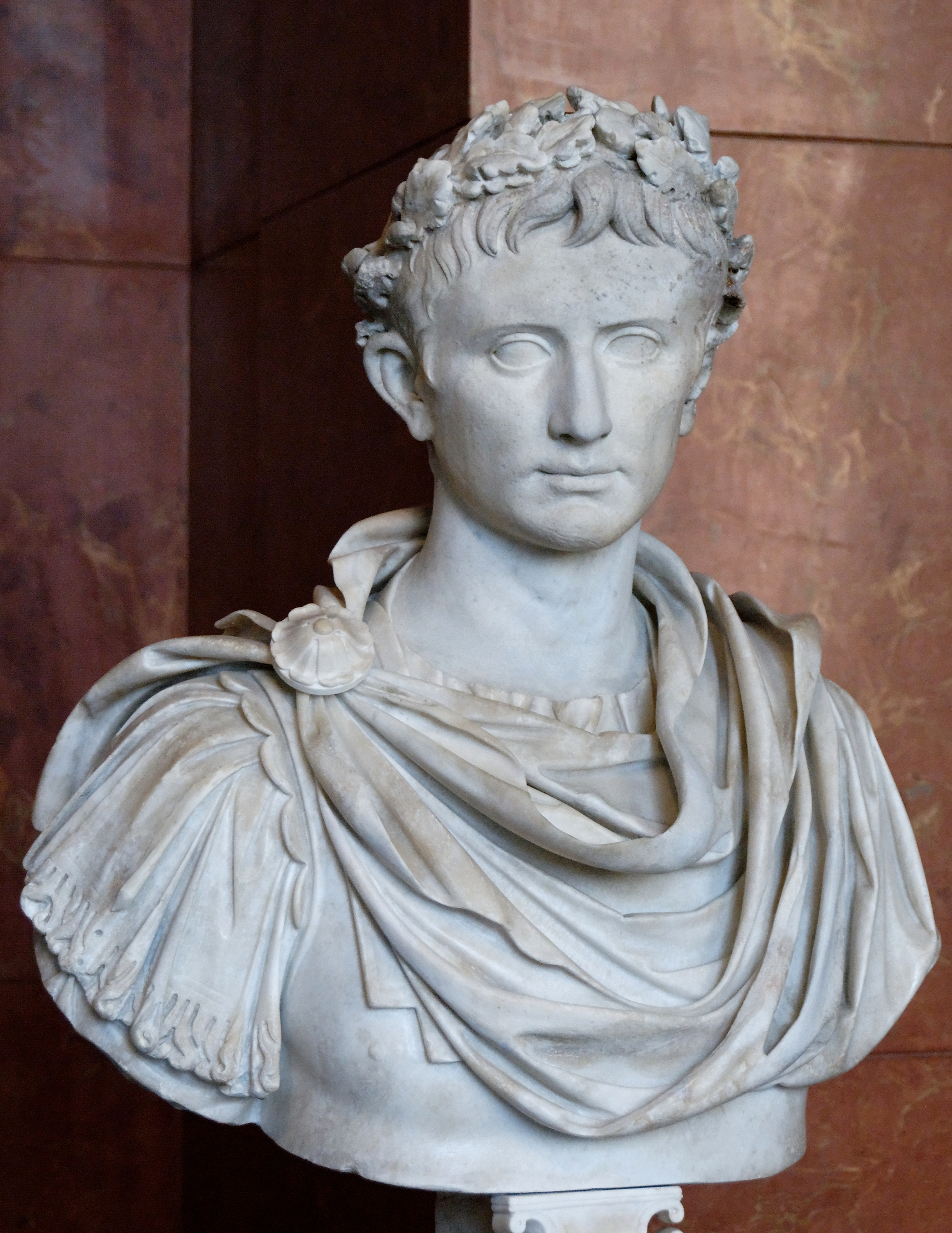
Busto di Augusto (tipo Prima Porta)

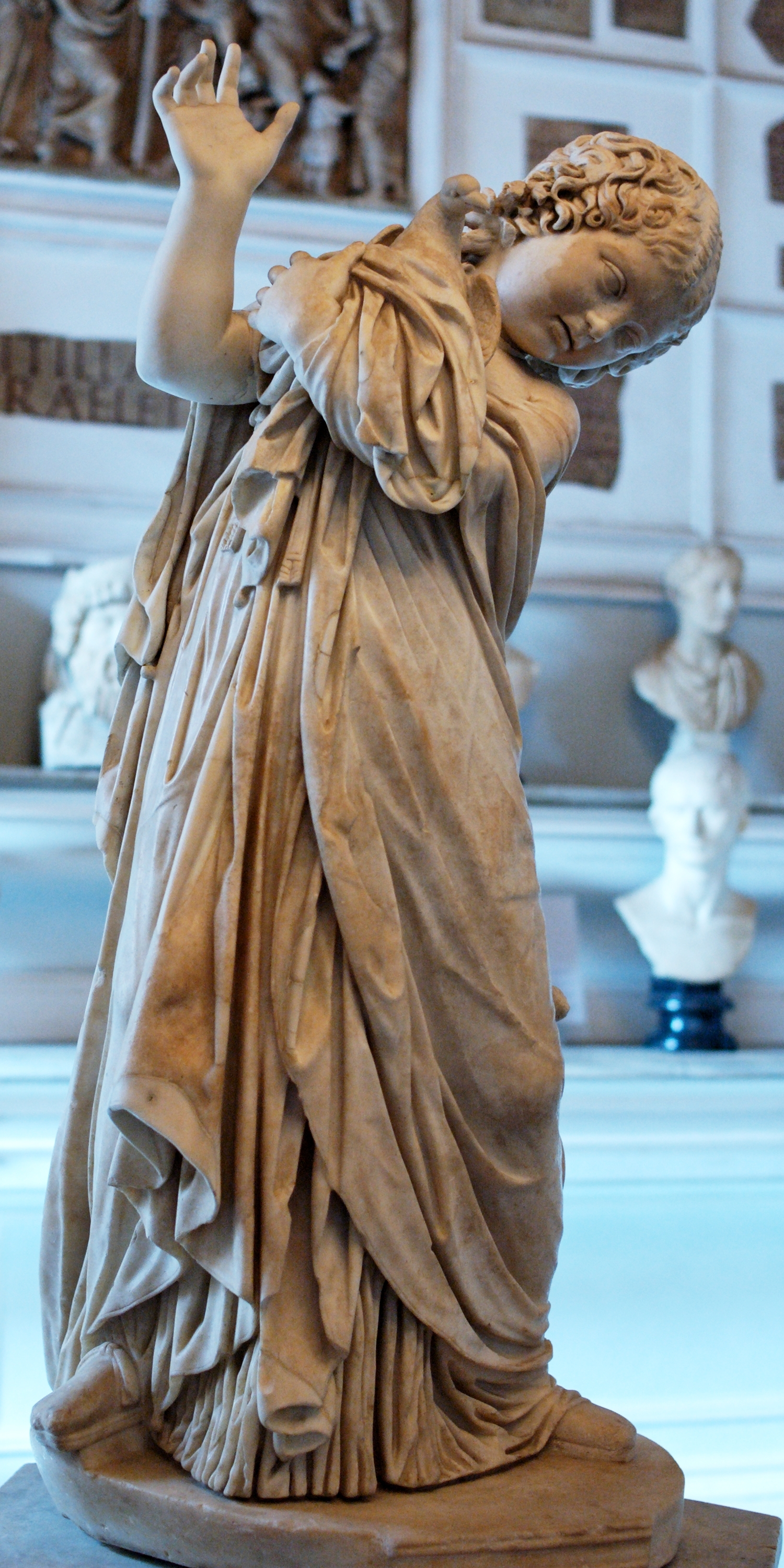
Fanciulla con colomba

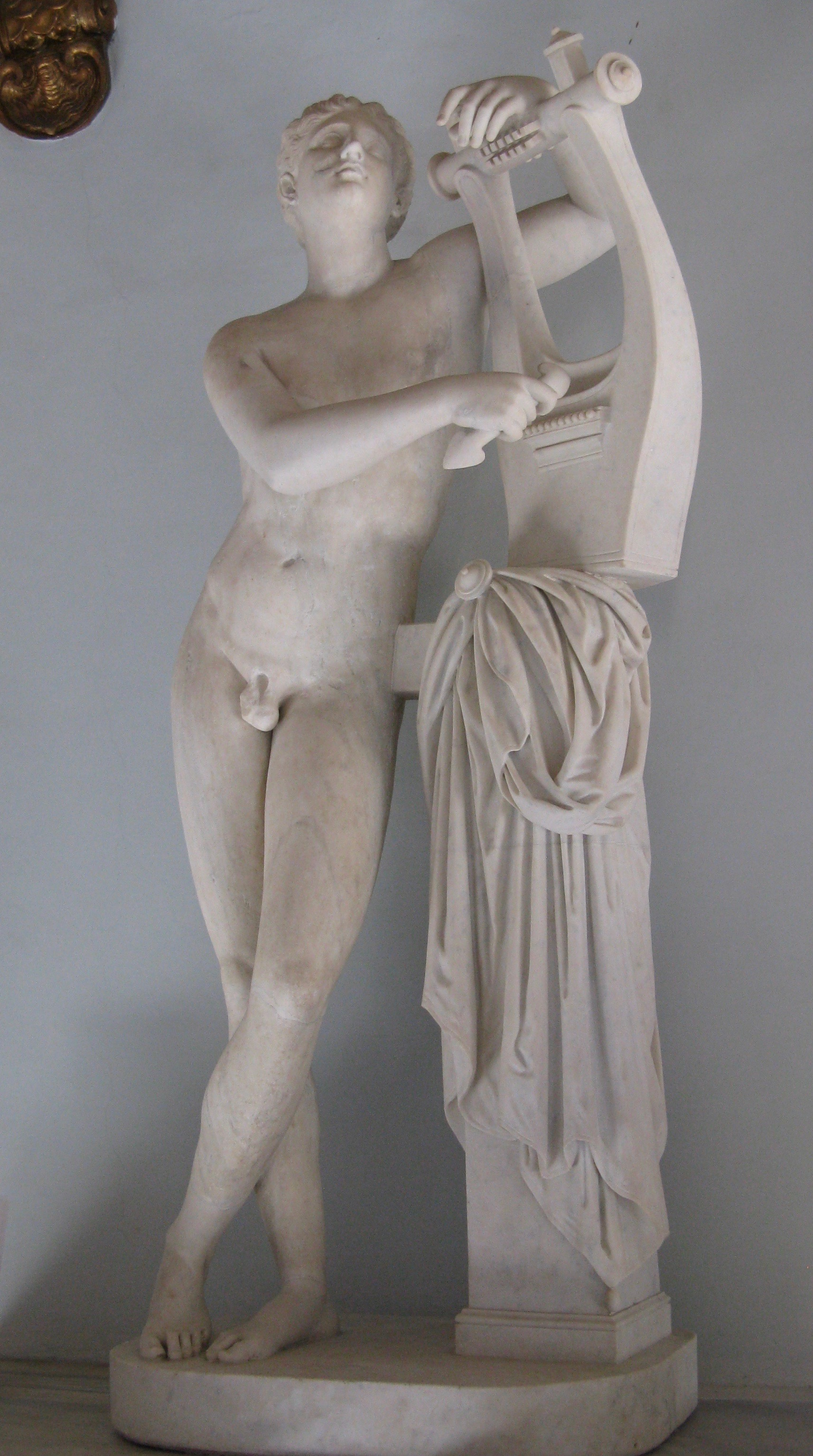
Photos

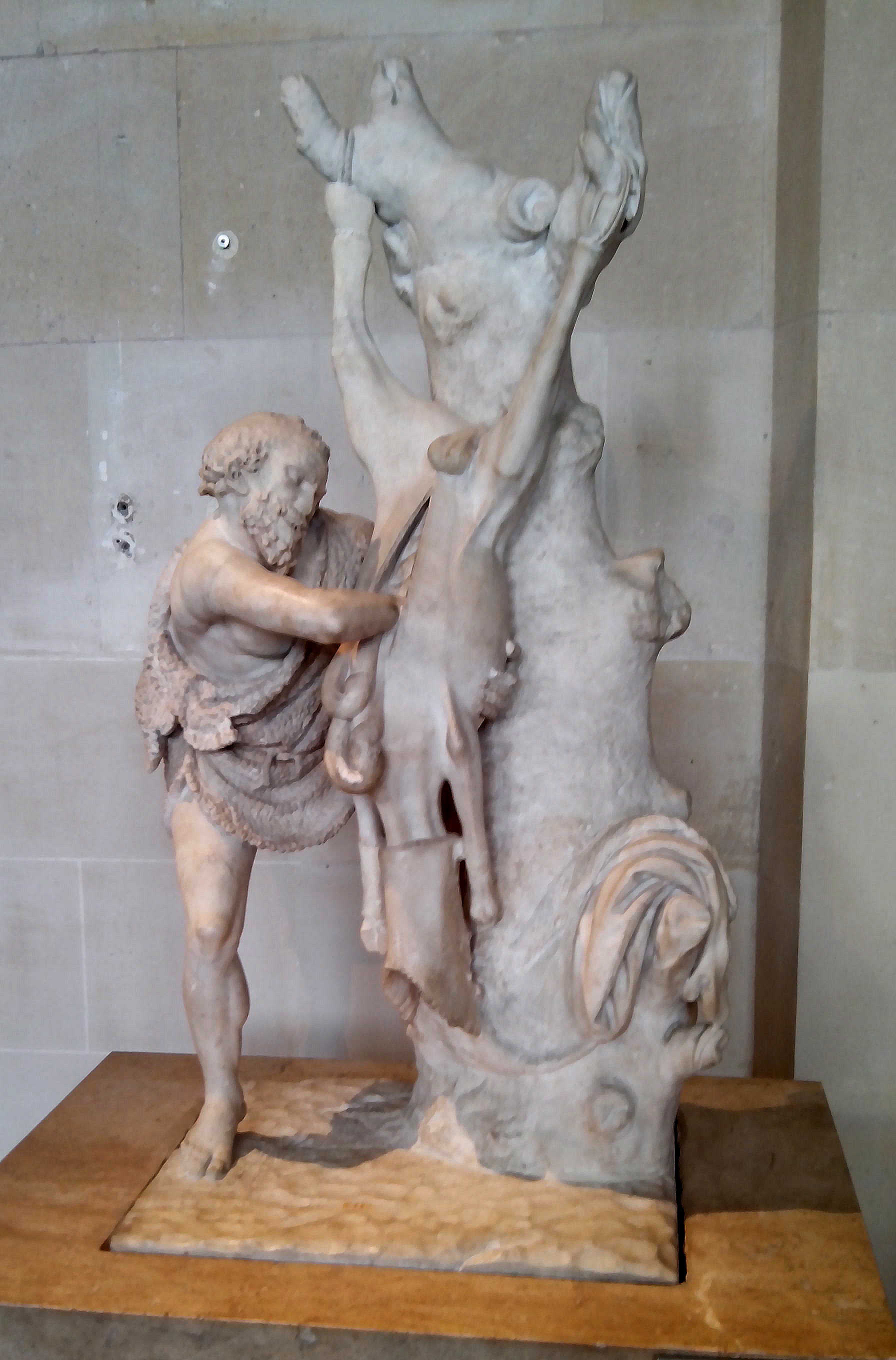
Vecchio che sventra un maiale

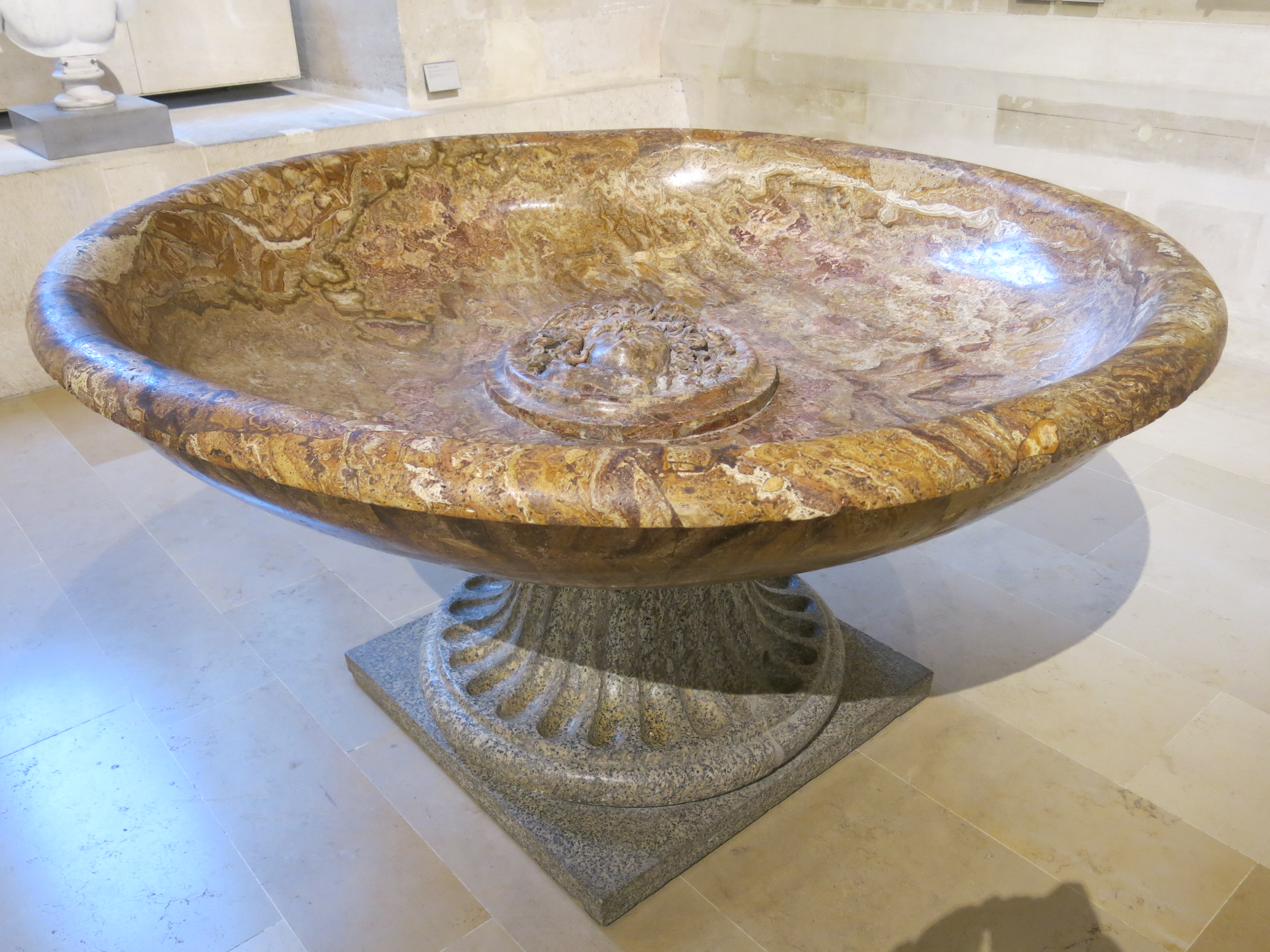
Vasca con la testa di Medusa

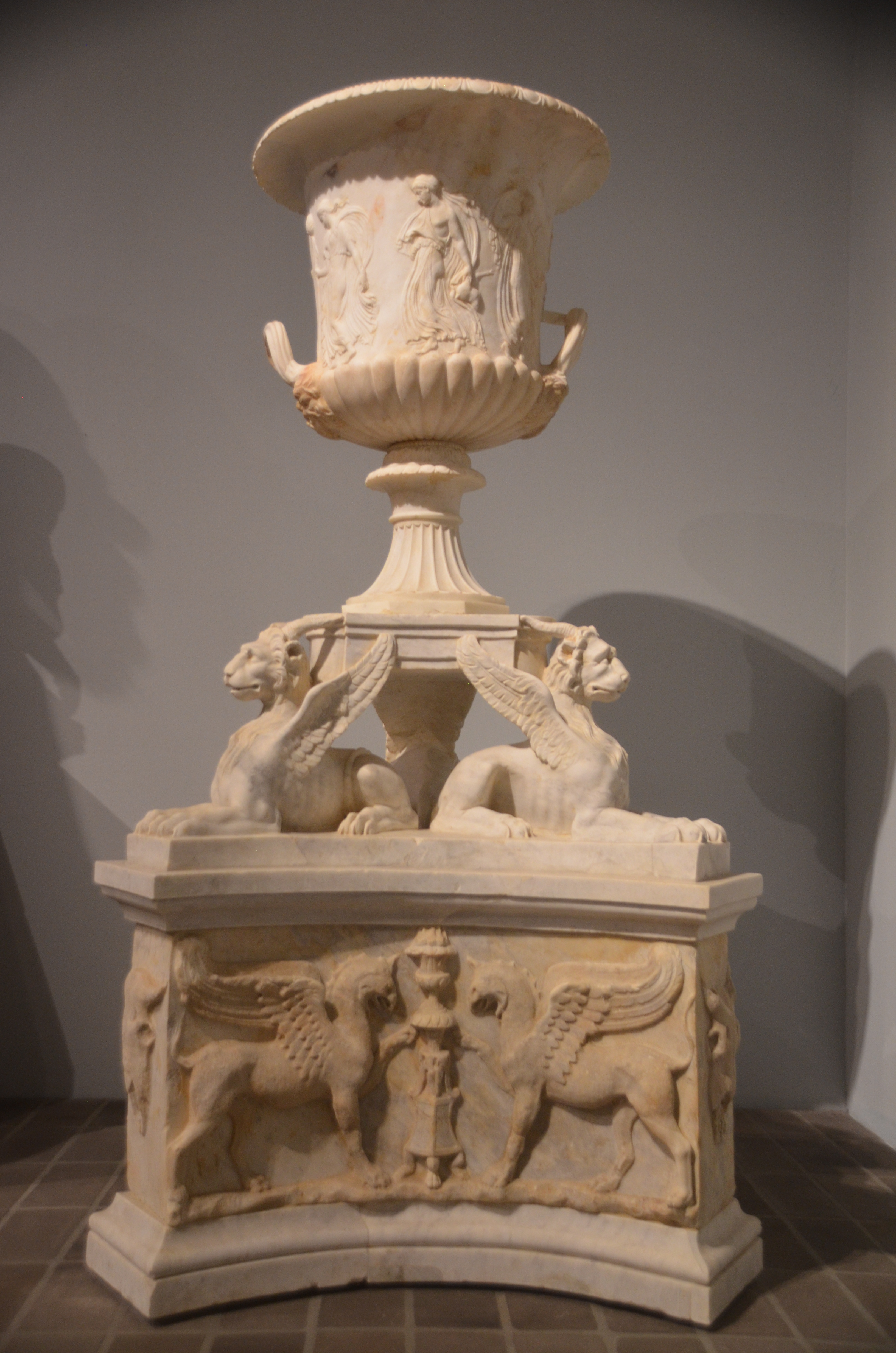
Vaso (o cratere) con corteo dionisiaco

- Alessandro il Grande, II secolo d.C., marmo, Museo del Louvre, Parigi
- Alessandro Severo con toga contabulata, marmo, Musei capitolini, Roma
- Amazzone ferita, marmo di Sosikles, Musei capitolini, Roma
- Antinoo Capitolino, età adrianea, 130 d.C., marmo, Musei capitolini, Roma
- Artemide Efesia, Musei capitolini, Roma
- Atena Albani, marmo, Museo archeologico nazionale, Napoli (entrata poi a far parte della collezione Farnese)
- Atena Promachos, marmo, Musei capitolini, Roma
- Atleta Stephonos, marmo, Musei capitolini, Roma
- Bassorilievo con Perseo e Andromeda, Musei Capitolini, Roma (già in collezione Pamphilj)
- Busto di Adriano, marmo bianco, collezione Torlonia, Roma
- Busto di Adriano, marmo, Musei capitolini, Roma
- Busto di Alessandro Severo, 222-224 d.C., marmo, Musei capitolini, Roma
- Busto di Antinoo, epoca adrianea, 117-138 d.C., marmo, Musei capitolini, Roma
- Busto di Augusto (tipo Prima Porta), I secolo d.C., marmo, Museo del Louvre, Parigi
- Busto di Caracalla, marmo bianco, collezione Torlonia, Roma
- Busto di Caracalla, marmo, Musei capitolini, Roma
- Busto di Clodio Albino, I secolo d.C., marmo, Musei capitolini, Roma
- Busto di Demostene di Polieto, I secolo d.C., marmo, Museo del Louvre, Parigi
- Busto di Domiziano, I secolo d.C., marmo, Museo del Louvre, Parigi
- Busto di Faustina Maggiore, 140 d.C., marmo, Musei capitolini, Roma
- Busto di Livia, marmo, Musei capitolini, Roma
- Busto di Lucio Vero, Musei Capitolini, Roma (già in collezione Pamphilj)
- Busto di Macrino, 217-218 d.C., marmo, Musei capitolini, Roma
- Busto di Marco Aurelio Anatellon, marmo, Musei capitolini, Roma
- Busto di Marco Aurelio giovane (×2), 140 d.C., marmo, Musei capitolini, Roma
- Busto di Marco Tullio Cicero, I secolo d.C., marmo, Musei capitolini, Roma
- Busto di Marsia, marmo, Musei capitolini, Roma
- Busto di Massimino Trace, 235-238 d.C., marmo, Musei capitolini, Roma
- Busto di Omero, marmo, Musei capitolini, Roma (già in collezione Pamphilj)
- Busto di Pithodoris da Efeso, marmo, Musei capitolini, Roma
- Busto di Pupieno, 238 d.C., marmo, Musei capitolini, Roma
- Busto di Settimo Severo, I d.C., marmo, Musei capitolini, Roma
- Busto di Tiberio, 100 d.C., marmo, Museo del Louvre, Parigi
- Busto di Tito, marmo bianco, collezione Torlonia, Roma
- Busto di Traiano, 100 d.C., marmo, Museo del Louvre, Parigi
- Busto di giovane donna, 220-235 d.C., marmo, Musei capitolini, Roma
- Busto di un romano, 160 d.C., marmo, Gliptoteca, Monaco di Baviera
- Busto di uomo, marmo, Musei capitolini, Roma
- Busto di Zeus, marmo, Musei capitolini, Roma
- Busto maschile (cosiddetto Albino), marmo bianco, collezione Torlonia, Roma
- Busto virile di Agatone, marmo, Musei capitolini, Roma
- Cariatide di Nicolao, villa Albani, Roma
- Diomede, Gliptoteca, Monaco di Baviera
- Divinità femminile seduta, marmo, Musei capitolini, Roma
- Eirene, Gliptoteca, Monaco di Baviera
- Ercole fanciullo che strozza un serpente, 150-200 d.C., marmo, Musei capitolini, Roma
- Erma di Anassimandro, marmo, Musei capitolini, Roma
- Erma di divinità barbata, marmo, Musei capitolini, Roma
- Erma di doppio ritratto femminile velato, marmo, Musei capitolini, Roma
- Erma di Giove Ammone, marmo, Musei capitolini, Roma
- Erma di greco cosiddetto Pitagora, marmo, Musei capitolini, Roma
- Erma virile cosiddetta Pausania, marmo, Musei capitolini, Roma
- Esculapio, II secolo d.C., marmo, Museo del Louvre, Parigi
- Euripide, II secolo d.C., marmo, Museo del Louvre, Parigi
- Fanciulla con colomba, marmo, Musei capitolini, Roma
- Filosofo, marmo, Musei capitolini, Roma
- Gruppo di due guerrieri, I secolo d.C., marmo pentilico e marmo lunense, collezione Torlonia, Roma
- Horus Albani, marmo, Museo del Louvre, Parigi
- Iside, età adrianea, marmo, Musei capitolini, Roma
- Lastra con bassorilievo della creazione dell'Uomo da Prometeo, I secolo d.C., marmo, Museo del Louvre, Parigi
- Lastra con bassorilievo di Antinoo, marmo, villa Albani, Roma
- Lastra con bassorilievo della disputa tra Ercole e Apollo per il possesso del tripode di Delfi, I secolo d.C., marmo, Museo del Louvre, Parigi
- Lastra con bassorilievo di Apollo e Nike, 100-75 a.C., marmo, Museo del Louvre, Parigi
- Lastra con bassorilievo di Dionisio che guida le Ore, I secolo d.C., marmo, Museo del Louvre, Parigi
- Lastra con bassorilievo di Esculapio e Igea, I-II secolo d.C., marmo, Museo del Louvre, Parigi
- Lastra con bassorilievo di Nike e guerriero, marmo, Museo del Louvre, Parigi
- Lastra con bassorilievo di poeta drammatico che riceve Dionisio, II secolo d.C., marmo, Museo del Louvre, Parigi
- Lastra con bassorilievo di scena di libagione, marmo, Museo del Louvre, Parigi
- Lastra con bassorilievo di Ulisse che interroga il veggente Tiresia, marmo, Museo del Louvre, Parigi
- Leda, marmo, Musei capitolini, Roma
- Leone accovacciato, marmo, Musei capitolini, Roma
- Leone Albani, I secolo a.C., basalto e marmo giallo, Museo del Louvre, Parigi
- Musa, marmo, Musei capitolini, Roma
- Niobide, copia neo-manierista, marmo, Museo del Louvre, Parigi
- Niobe morente, Skulpturensammlung, Dresda (già in collezione Pamphilj)
- Omphalos Apollo, marmo, Musei capitolini, Roma
- Pan (cosiddetto Satiro della Valle),  I-II secolo d.C., marmo, Musei capitolini, Roma
- Photos, I-II secolo d.C., marmo, Musei capitolini, Roma
- Prigioniero seduto, II secolo d.C., marmo verde breccia, Museo del Louvre, Parigi
- Rilievo con scene di bottega, collezione Torlonia, Roma
- Sarcofago col mito di Prometeo, Musei Capitolini, Roma (già in collezione Pamphilj)
- Sarcofago col trionfo di Dionisio, Skulpturensammlung, Dresda (già in collezione Pamphilj)
- Sarcofago romano, 150-160 d.C., marmo, Museo del Louvre, Parigi
- Satiri ad Atlantide,  II secolo d.C., marmo, Museo del Louvre, Parigi
- Satiro giovane, marmo, Musei capitolini, Roma
- Statua del dio Nilo, 70-100 d.C., marmo grigio, collezione Torlonia, Roma
- Statua di Leda e il cigno, Musei Capitolini, Roma (già in collezione Pamphilj)
- Statua femminile (cosiddetta Giunone Cesi), marmo, Musei capitolini, Roma
- Statua loricata (cosiddetta Alessandro), marmo, Musei capitolini, Roma
- Testa colossale di divinità femminile, marmo, Musei capitolini, Roma
- Testa di Afrodite, marmo, Musei capitolini, Roma
- Testa di Agrippa postumo, marmo, Musei capitolini, Roma
- Testa di Apollo (tipo Anzio), marmo, Musei capitolini, Roma
- Testa di Dionisio (×2), marmo, Musei capitolini, Roma
- Testa di Druso Maggiore, marmo, Musei capitolini, Roma
- Testa di Elagabalo, marmo, Musei capitolini, Roma
- Testa di Euboleo, marmo, Musei capitolini, Roma
- Testa di Nerone, marmo, Musei capitolini, Roma
- Testa di Nerva, Musei Capitolini, Roma (già in collezione Pamphilj)
- Testa di Omero, II secolo d.C., marmo, Museo del Louvre, Parigi
- Testa di Probo, 276-282 d.C., marmo, Musei capitolini, Roma
- Testa di Satiro, marmo, Musei capitolini, Roma
- Testa di Sofocle, II-III secolo d.C., marmo, Musei capitolini, Roma
- Testa di Sallustia Orbiana, III secolo d.C., marmo, Museo del Louvre, Parigi
- Testa di Tiberio, marmo, Musei capitolini, Roma
- Testa di Vespasiano, marmo bianco, collezione Torlonia, Roma
- Testa maschile con elmo, marmo, Musei capitolini, Roma
- Teti, marmo, Museo del Louvre, Parigi
- Vasca con testa di divinità fluviale, alabastro, Museo del Louvre, Parigi
- Vasca con testa di Medusa, alabastro, Museo del Louvre, Parigi
- Vecchio che sventra un maiale, II secolo d.C., marmo, Museo del Louvre, Parigi
- Ulisse sotto il montone, seconda metà del I secolo d.C., marmo lunense, collezione Torlonia, Roma
- Vaso (o cratere) con corteo dionisiaco, I secolo d.C., marmo pentelico e marmo italico (la base), collezione Torlonia, Roma
- Vaso (o cratere) con foglie d'acanto, marmo bianco, collezione Torlonia, Roma
- Vaso (o cratere) con le fatiche di Ercole (cosiddetta Tazza Albani), 50-25 a.C., marmo pentelico e granito orientale (la base), collezione Torlonia, Roma
- Venere (tipo Medici), Skulpturensammlung, Dresda
- Zeus fidiaco, Skulpturensammlung, Dresda

### Pittura e scultura

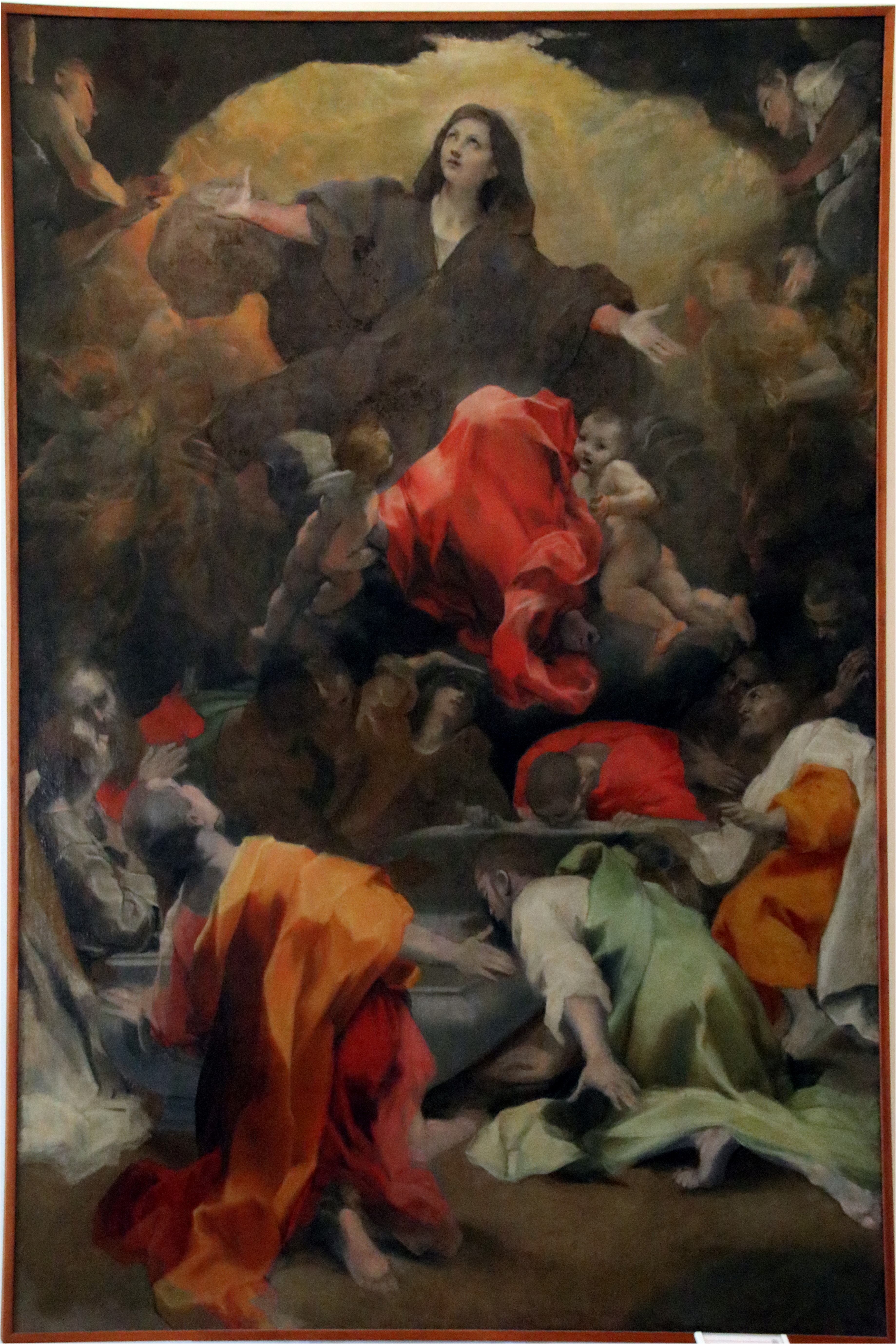
Federico Barocci, Assunzione della Vergine

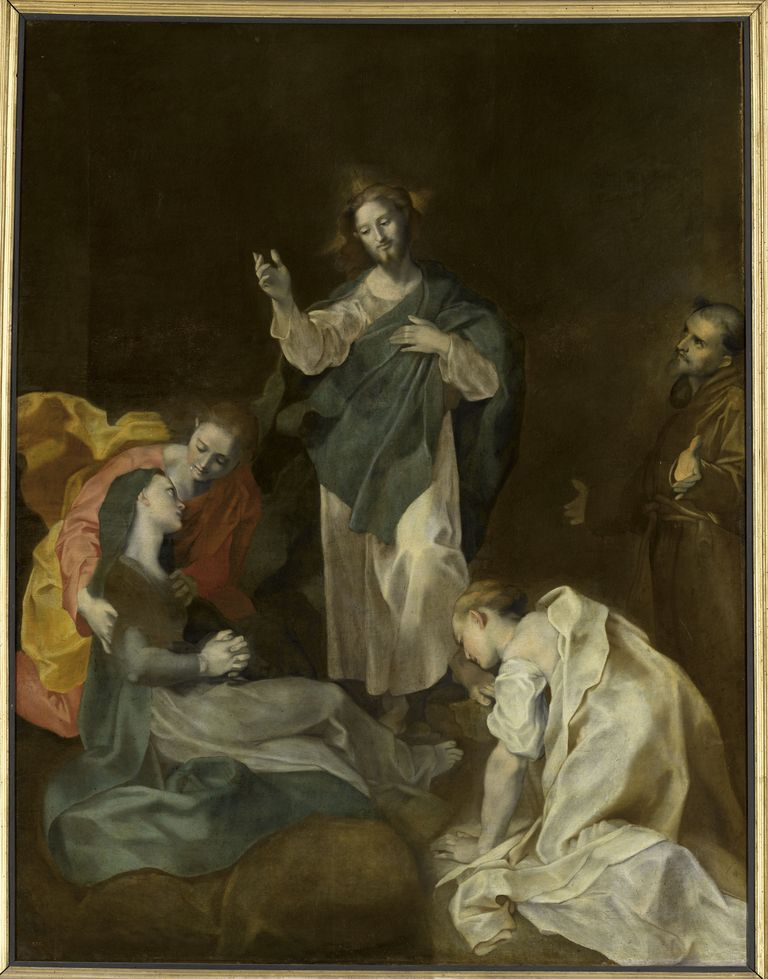
Federico Barocci, Commiato di Gesù dalla madre

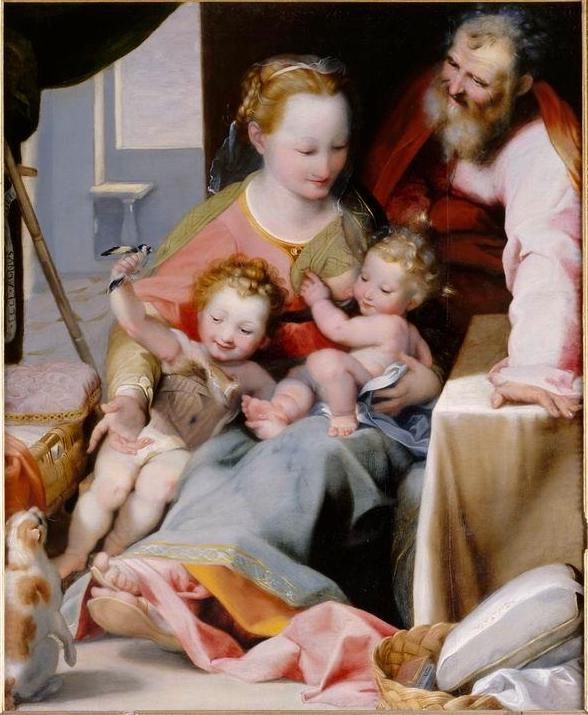
Federico Barocci, Madonna del Gatto

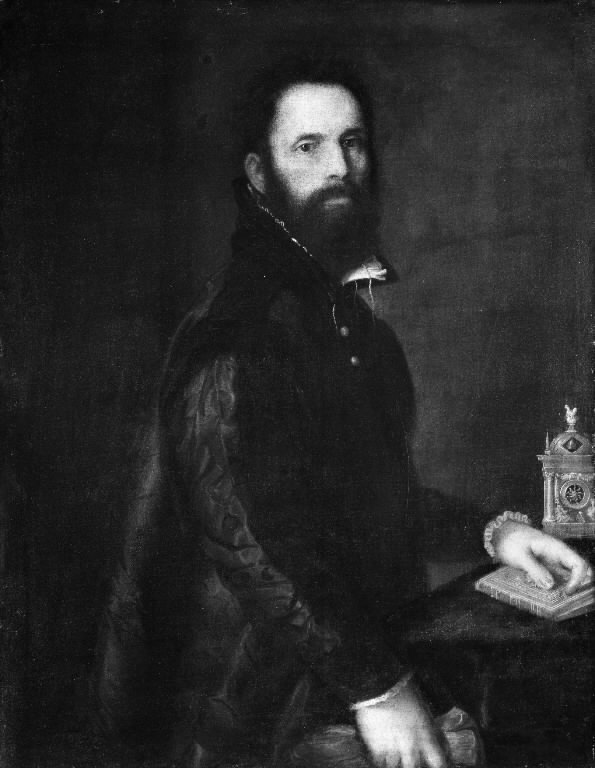
Federico Barocci, Ritratto di Antonio Galli

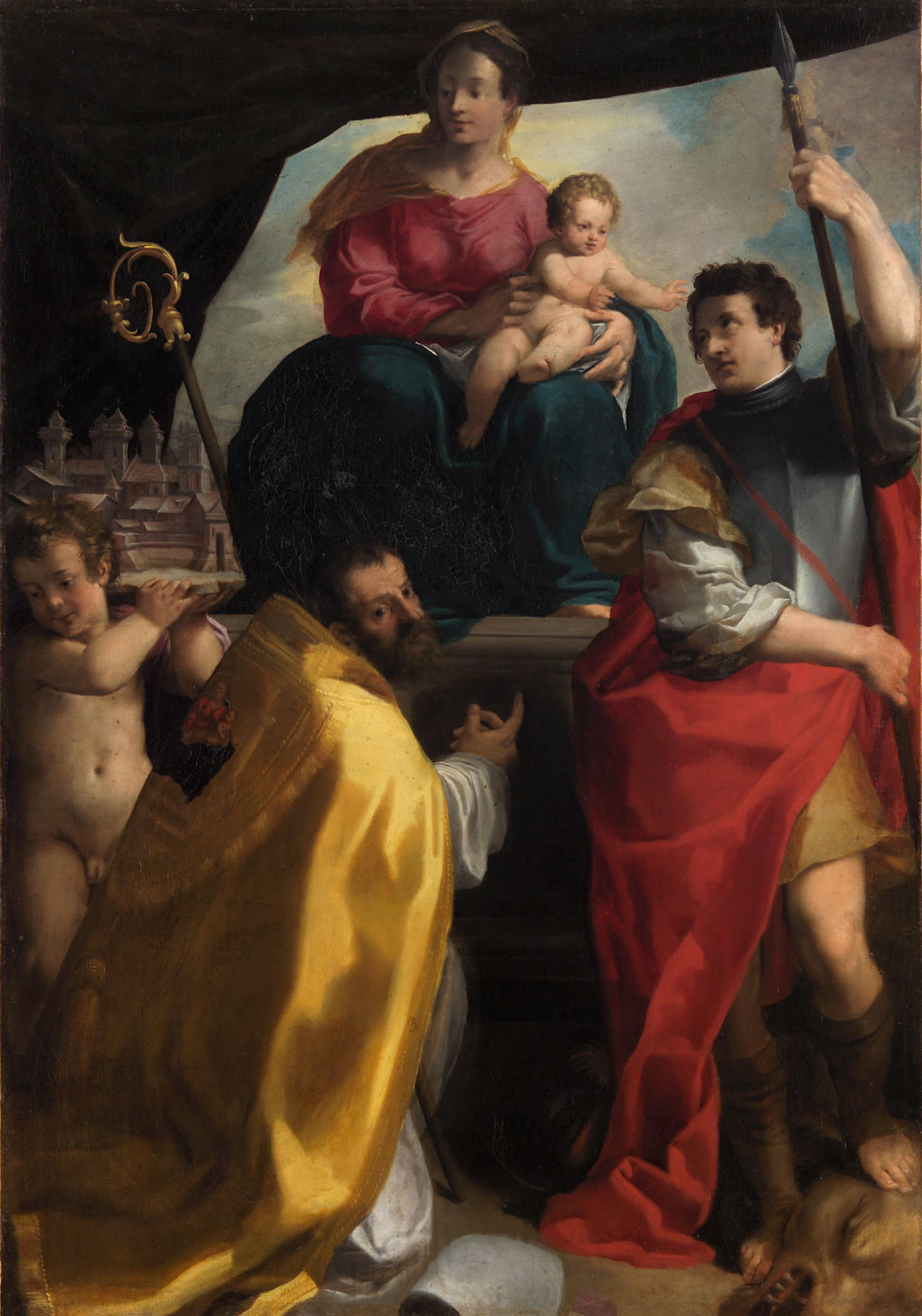
Carlo Bononi, San Luigi invoca la cessazione della peste

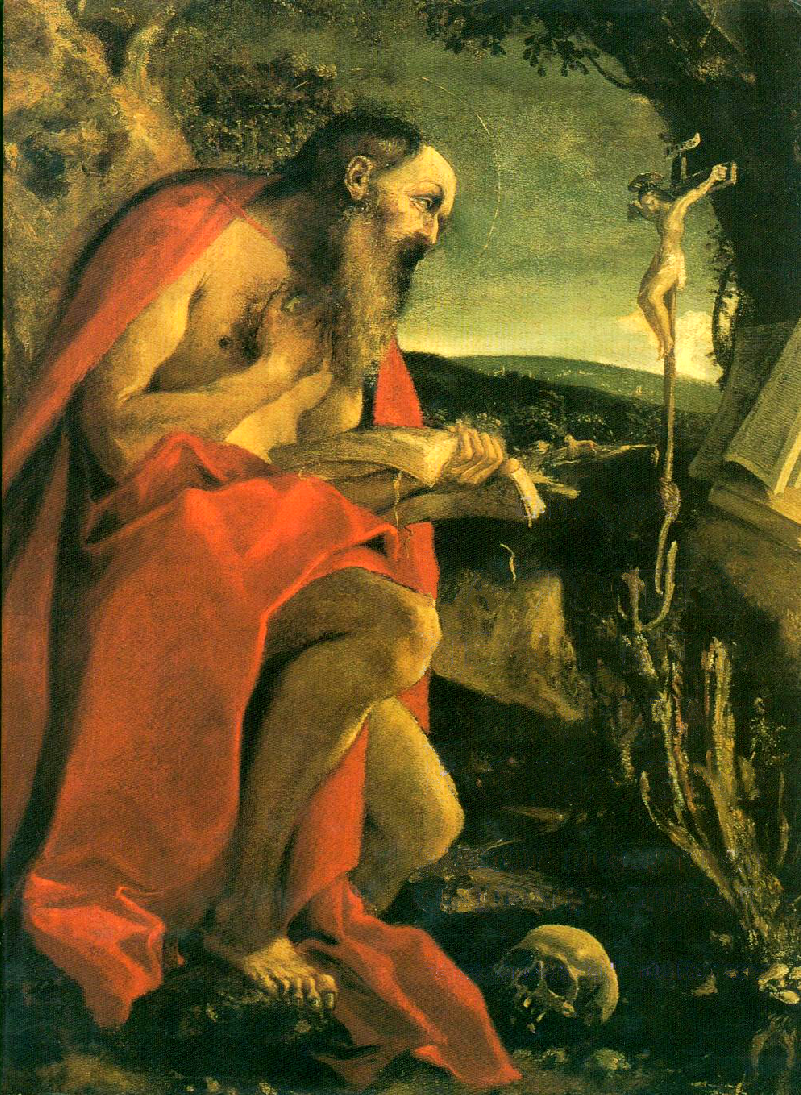
Annibale Carracci, San Girolamo penitente

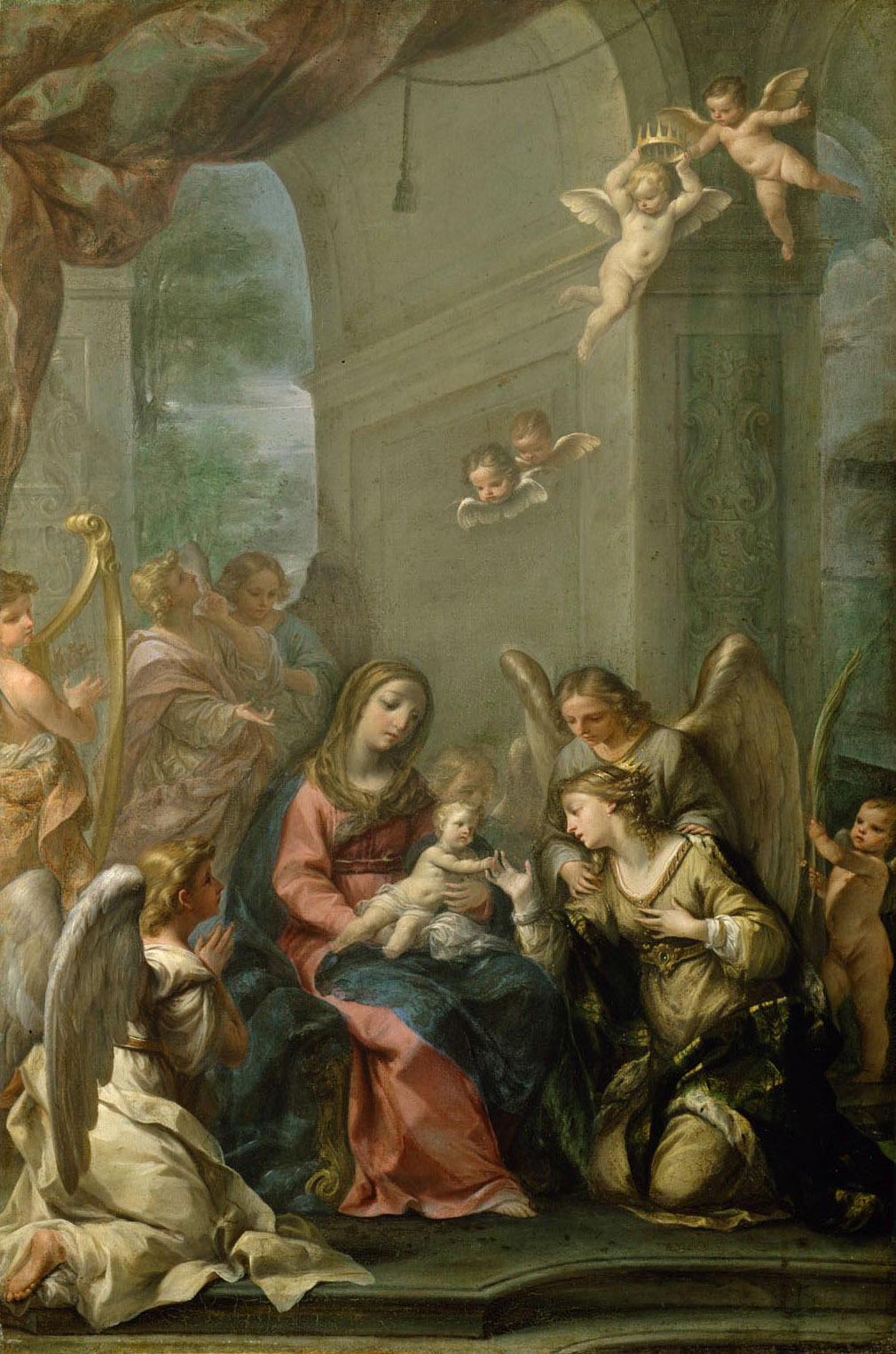
Giovan Gioseffo Dal Sole, Matrimonio mistico di santa Caterina

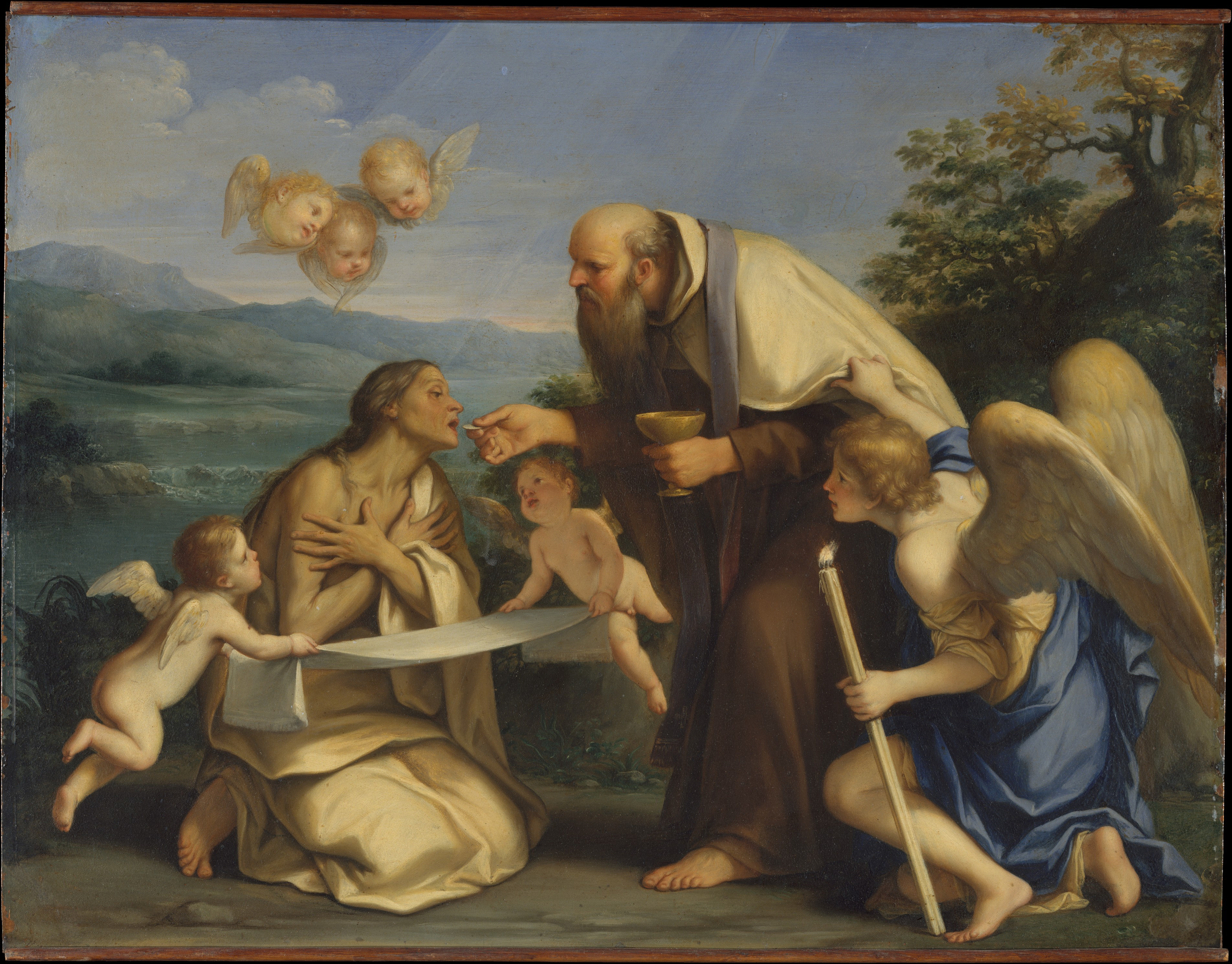
Marcantonio Franceschini, Abate Zosimo comunica santa Maria Egiziaca

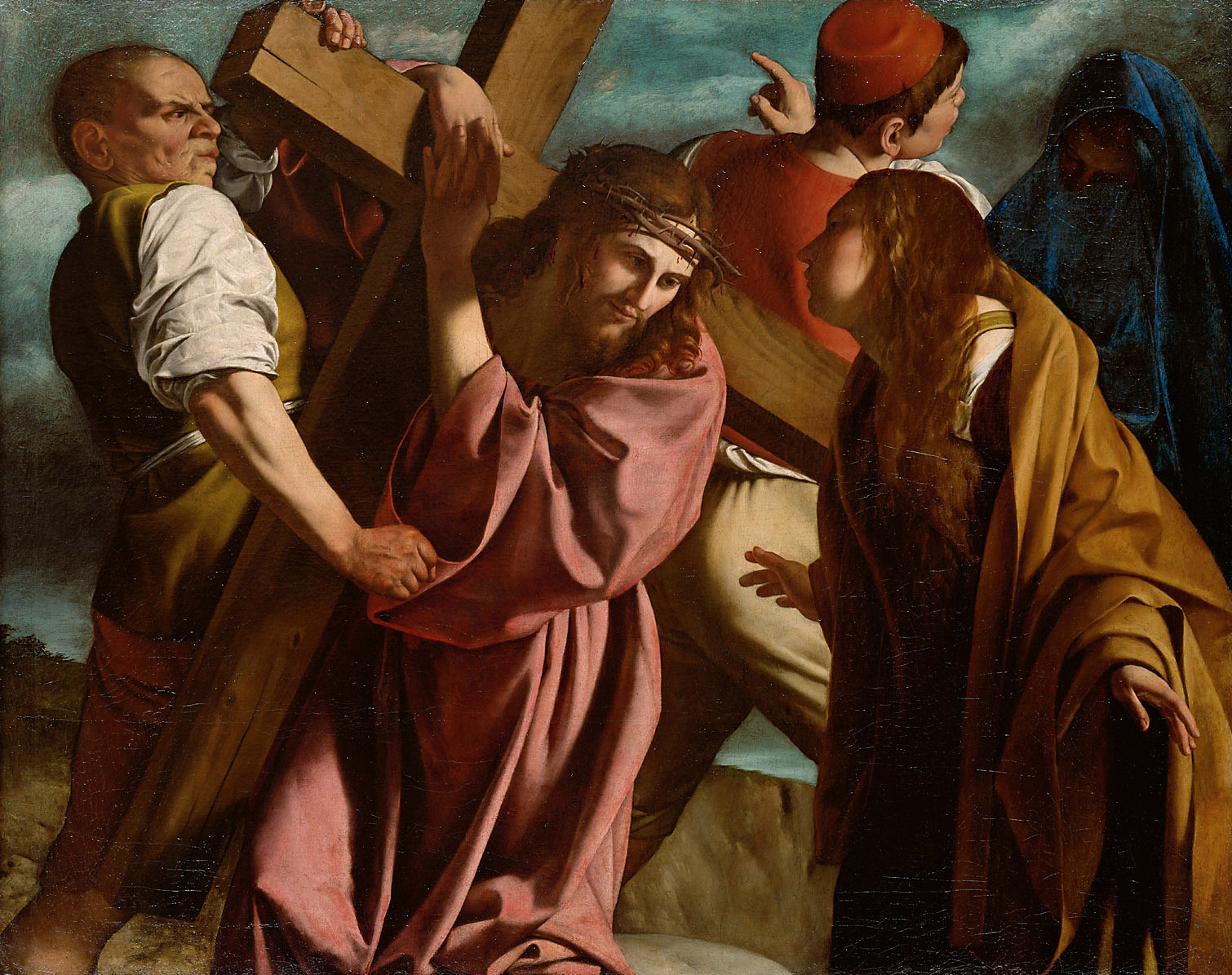
Orazio Gentileschi, Andata al Calvario

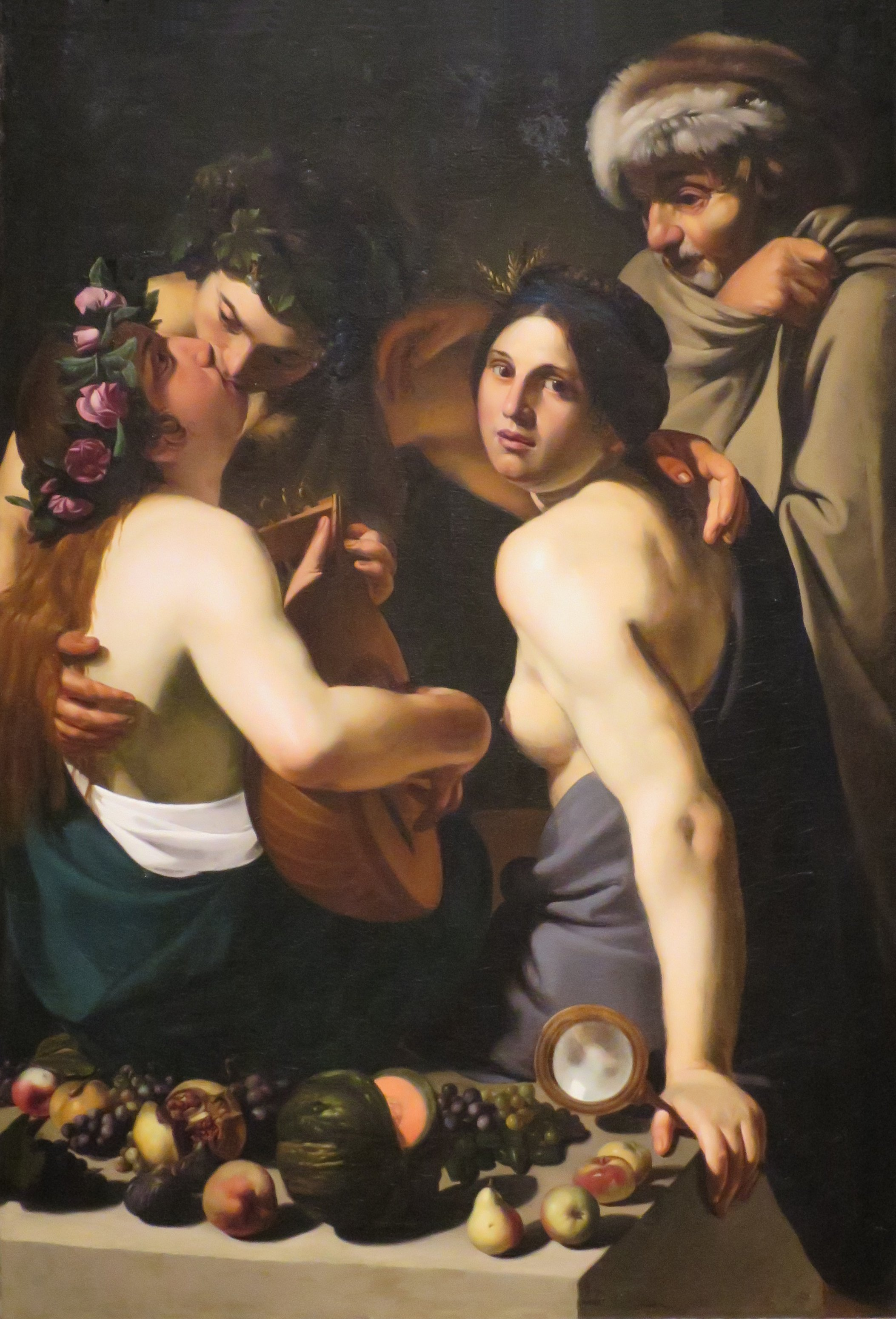
Bartolomeo Manfredi, Allegoria delle quattro stagioni

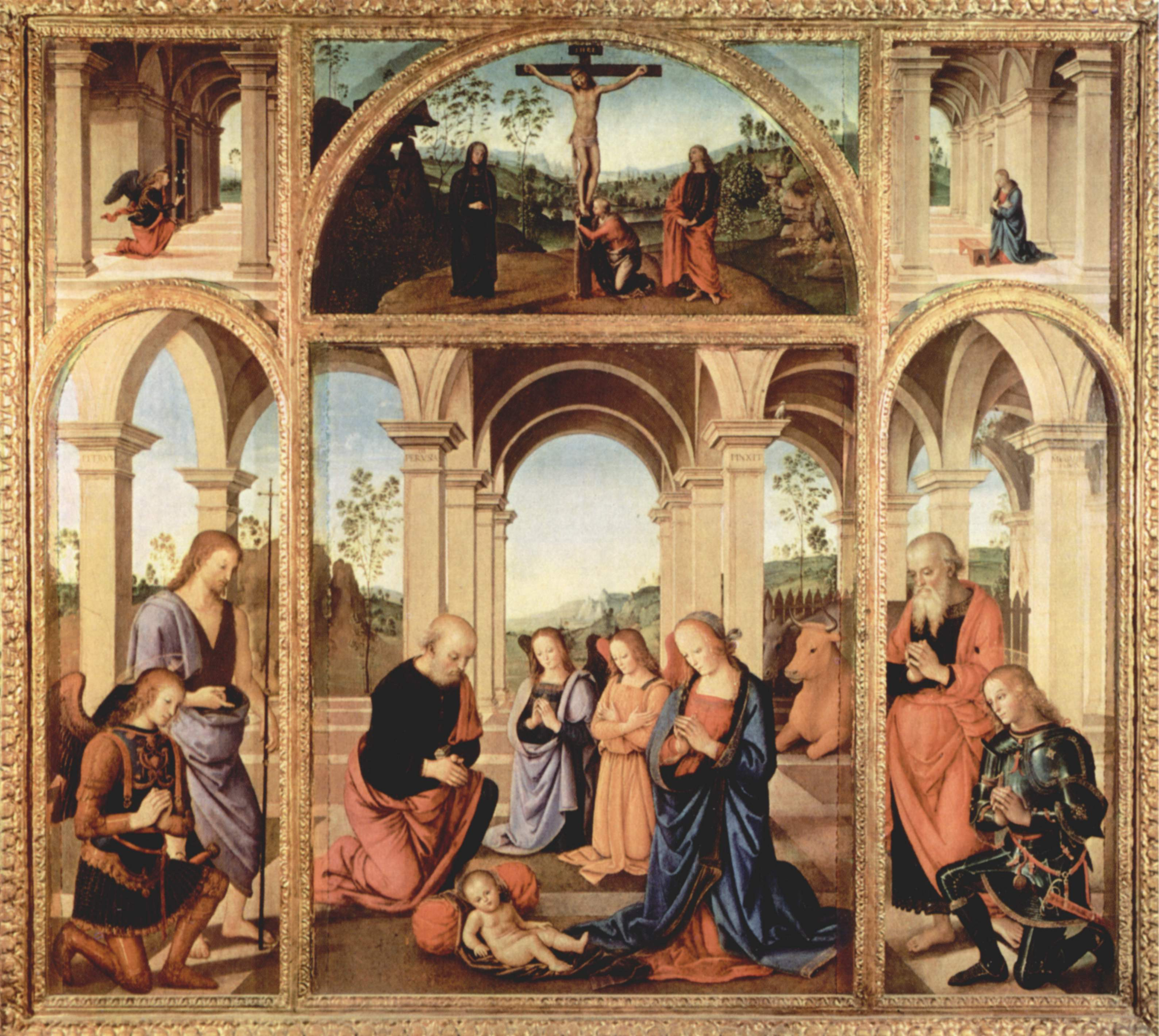
Perugino, Polittico Albani

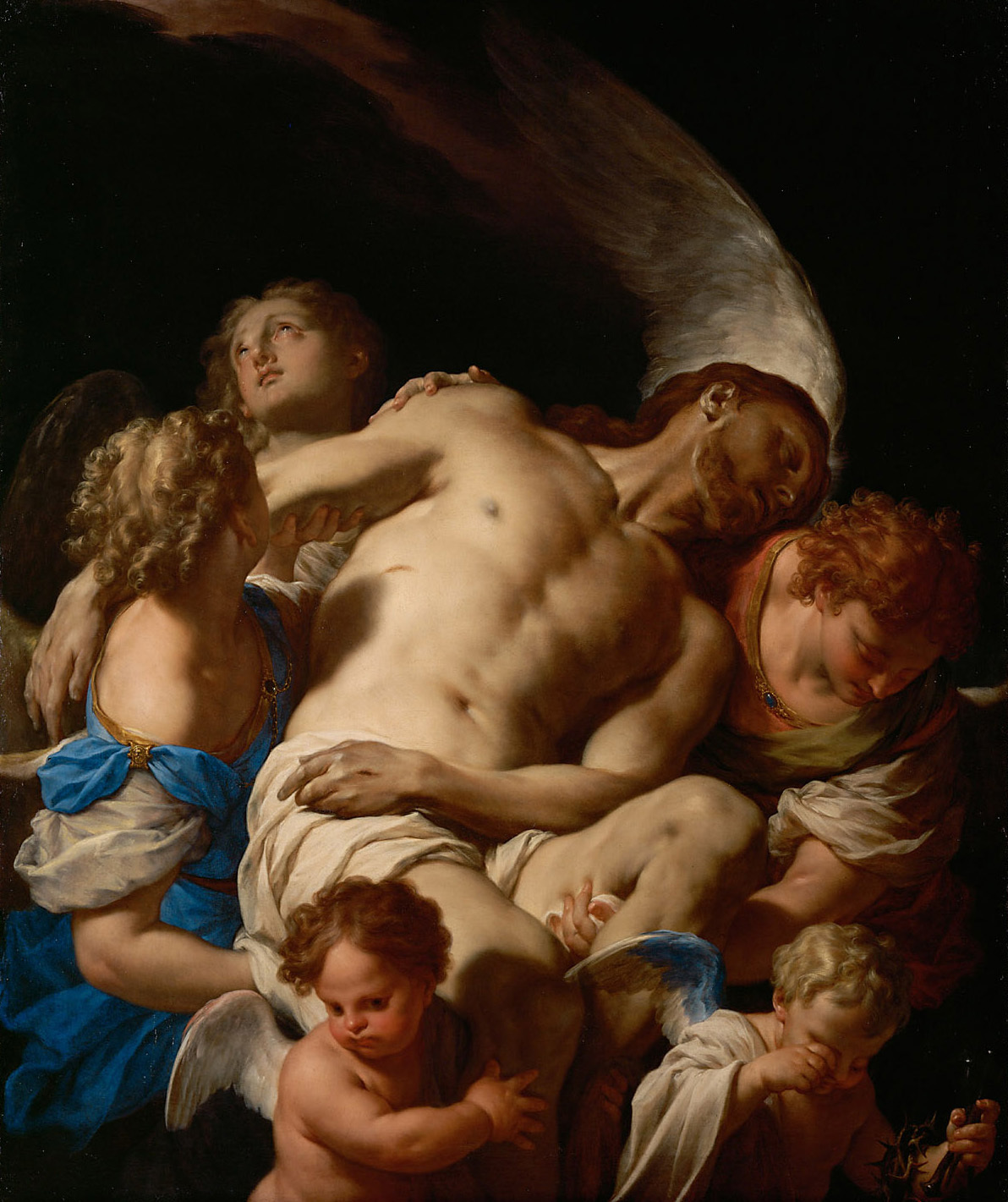
Francesco Trevisani, Cristo morto e angeli

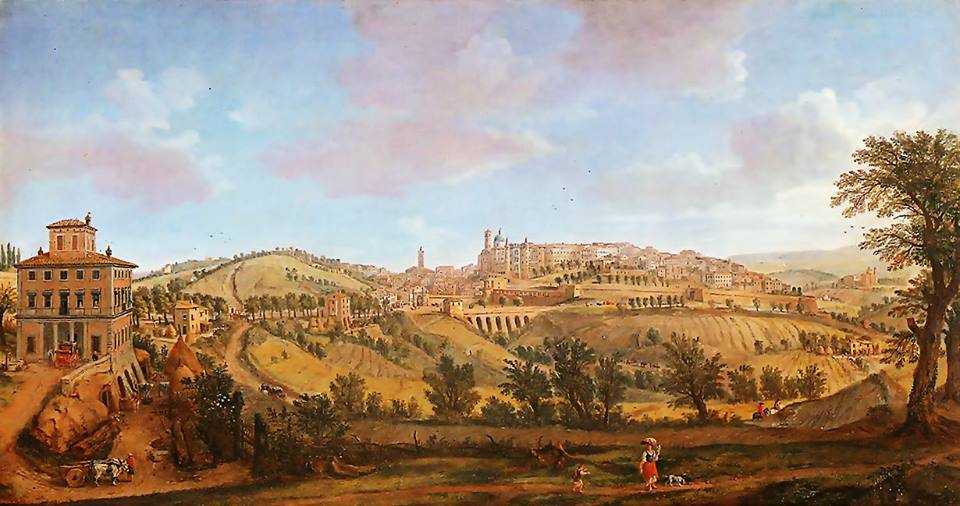
Gaspar van Wittel, Veduta prospettica di Urbino, vista da sud-ovest

- Francesco Albani, Madonna col Bambino
- Francesco Albani, Riposo durante la fuga in Egitto, già villa Albani, Roma (già in collezione Pamphilj, fu donato dal principe Giovanni Battista a papa Clemente XI, oggi non rintracciato)
- Francesco Albani, Sacra famiglia
- Anonimo caravaggesco, Venditore di meloni (soggetto tratto da quello del Pensionante del Saraceni oggi all'Institute of Arts di Detroit)
- Anonimo fiammingo caravaggesco, Carità romana, 1628 ca., olio su tela, villa Albani, Roma
- Anonimo toscano del XVI secolo, Ritratto di un antenato di Raffaello, XVI secolo, olio su tavola, villa Albani, Roma
- Anonimo veneto, Ritratto del cardinale Giovanni Girolamo Albani da Bergamo
- Baciccio, Decollazione di san Anastasio, 1685 ca., olio su tela, ubicazione ignota
- Baciccio, Ritratto di papa Clemente XI, post 1700., olio su tela, 80×70 cm, villa Albani, Roma
- Giovanni Baglione, San Giovanni
- Lazzaro Baldi, Martirio di san Lazzaro, 1682 c., olio su tela, collezione privata, Roma (bozzetto per la pala d'altare della chiesa dei santi Luca e Martina di Roma)
- Federico Barocci, Assunzione della Vergine, Galleria nazionale delle Marche, Urbino
- Federico Barocci, Commiato di Gesù dalla madre, olio su tela, Museo Condé, Chantilly
- Federico Barocci, Madonna Albani, collezione Banca Nazionale del Lavoro, Roma
- Federico Barocci, Madonna del Gatto, 1573-1574, olio su tela, Museo Condé, Chantilly
- Federico Barocci, Ritratto della moglie di Antonio Galli, non rintracciato
- Federico Barocci, Ritratto di Antonio Galli, Statens Museum for Kunst, Copenaghen
- Federico Barocci (copia da), Ritratto di Francesco Maria della Rovere, (replica del dipinto degli Uffizi)
- Federico Barocci, Ritratto di un esponente del casato Galli con levriero
- Federico Barocci, Ritratto di uomo di casa Fedeli
- Jacopo Bassano, Gesù a Cafarnao con Marta e Maddalena
- Jacopo Bassano, Mercato
- Gian Lorenzo Bernini, Busto del Salvatore, 1679, marmo, basilica di San Sebastiano fuori le mura, Roma (già in collezione Odescalchi)
- Carlo Bononi, David e l'angelo
- Carlo Bononi, Madonna col Bambino, san Giorgio e un santo vescovo, 1602-1604, olio su tela, Kunsthistorisches Museum, Vienna
- Carlo Bononi, San Luigi invocante la cessazione della peste, 1632, olio su tela, Kunsthistorisches Museum, Vienna
- Valentin de Boulogne, Crocifissione di san Pietro
- Valentin de Boulogne, Sacrificio di Abramo
- Francesco Cairo (copia da), San Sebastiano curato dalle pie donne, olio su tela, già villa Albani fino al 1870, Roma (trafugato, oggi non rintracciato)
- Carlo Caliari, Giuditta
- Carlo Caliari, Ratto d'Europa
- Giovanni Battista Canziani, Ritratto di Carlo Albani con la moglie Teresa Borromeo e il figlio Orazio (×2), 1717 ca., entrambi non rintracciati
- Angelo Caroselli, Cantante, Kunsthistorisches Museum, Vienna
- Angelo Caroselli, Organista, secondo-terzo decennio del XVII secolo, olio su tavola, mercato d'antiquario
- Agostino Carracci, Madonna col Bambino
- Annibale Carracci (o Ludovico), Cristo coronato di spine, villa Albani, Roma
- Annibale Carracci, Cristo morto sostenuto da un angelo
- Annibale Carracci, Madonna col Bambino
- Annibale Carracci, Madonna col Bambino e san Giovanni Evangelista
- Annibale Carracci, Madonna della Scodella (perduto)
- Annibale Carracci, Ritratto di giovane uomo
- Annibale Carracci, San Girolamo penitente, 1585 ca., 86×70 cm, olio su tavola, collezione Banca Popolare dell'Emilia-Romagna, Modena (già in collezione Sacchetti, poi donata a papa Clemente XI dal cardinale Urbano Sacchetti)
- Giuseppe Bartolomeo Chiari, Abdia, 1718, olio su tela, palazzo Chigi, Ariccia
- Giuseppe Bartolomeo Chiari, Beata Mafalda spegne miracolosamente un incendio, 1700 ca., olio su tela, collezione privata, Roma
- Giuseppe Bartolomeo Chiari, San Paolo, 1715-1718, olio su tela, collezione privata, Trento
- Carlo Cignani, Madonna col Bambino, fine XVII secolo, olio su tela, Museo Condé, Chantilly
- Carlo Cignani, Nascita della Vergine, 1709, olio su tela, duomo, Urbino
- Correggio (attribuito), Matrimonio mistico di santa Caterina
- Pietro da Cortona (scuola di), Estasi di san Filippo
- Giuseppe Maria Crespi, Incontro di Giacomo III Stuart con Carlo Albani, 1717, olio su tela, Národní Galerie, Praga
- Giuseppe Maria Crespi, Serie dei Sacramenti (×7 tele), post 1712, oli su tela, già nel palazzo di famiglia a Urbino (repliche autografe delle tele già in collezione Ottoboni, di proprietà del cardinale Pietro, oggi al museo di Dresda)
- Giovan Gioseffo Dal Sole, Sposalizio mistico di santa Caterina, 1716 ca., olio su tela, Kunsthistorisches Museum, Vienna
- Ludovico Antonio David, Ritratto di papa Innocenzo XII, 1691, olio su tela, villa Albani, Roma
- Paolo De Matteis, Erminia con i pastori, 1715 ca., olio su tavola, Kunsthistorisches Museum, Vienna
- Carlo Dolci, Salvatur mundi, Museo del Louvre, Parigi
- Domenichino, Sibilla, non rintracciato
- Domenichino, Testa di donna, non rintracciato
- Dosso Dossi (seguace di), David e Golia, Kunsthistorisches Museum, Vienna
- Bernardino Fasolo, Madonna col Bambino, Museo del Louvre, Parigi
- Ciro Ferri, Sposalizio mistico di santa Caterina, 1686 ca., olio su tela, Kunsthistorisches Museum, Vienna
- Marcantonio Franceschini, Abate Zosimo comunica santa Maria Egiziaca, 1680 ca., olio su tela, Metropolitan, New York
- Marcantonio Franceschini, Estasi di santa Maria Maddalena, 1680 ca., olio su tela, collezione privata, Marano (Castenaso)
- Marcantonio Franceschini, Maddalena penitente, 1700-1709 ca., olio su tela, Kunsthistorisches Museum, Vienna
- Benvenuto Tisi da Garofalo, Madonna col Bambino, san Giuseppe e santa Caterina
- Benvenuto Tisi da Garofalo, Sacra famiglia
- Orazio Gentileschi, Andata al Calvario, Kunsthistorisches Museum, Vienna
- Orazio Gentileschi (o Ottavio Leoni),[41] Giuditta con la testa di Oloferne, 1602 ca., olio su tela, collezione privata, Roma
- Pier Leone Ghezzi (attribuzione), Resurrezione di Lazzaro, 1712 ca., olio su tela, villa Albani, Roma
- Pier Leone Ghezzi, Ritratto di papa Clemente XI, 1708 ca., olio su tela, Museo a palazzo Braschi, Roma
- Pier Leone Ghezzi, Ritratto di Annibale Albani a mezzo busto, 1710 ca., olio su tela, Neue Staatsgalerie, Stoccarda
- Pier Leone Ghezzi, Ritratto di Annibale Albani a figura intera
- Giorgione o Andrea Schiavone,[42] Adorazione dei magi, olio su tela, 66×91 cm, Royal Collection, Hampton Court Palace, Londra (già nella collezione Orsini, fu donata nel 1696 da Lelio Orsini all'allora cardinale Giovanni Francesco Albani, presso la cui collezione sita nel palazzo delle Quattro Fontane è registrata fino al 1790)
- Giampietrino (attribuito), Madonna del Giglio, secondo-terzo decennio del XVI secolo, olio su tavola, villa Albani, Roma
- Giacinto Gimignani, Ratto delle sabine
- Luca Giordano, Baccanale di putti con asino e capra, 1663-1665, olio su tela, villa Albani, Roma
- Luca Giordano, Baccanale di putto con pozzo, 1663-1665, olio su tela, villa Albani, Roma
- Guercino, David e Saul
- Guercino, Marte, 1628, olio su tela, Tatton Park, Cheshire (forse identificabile con quello già in collezione Spada)[43]
- Guercino, San Luca, terzo decennio del XVII secolo, olio su tela, villa Albani, Roma
- Guercino (ambito di), San Sebastiano, Kunsthistorisches Museum, Vienna
- Hans Holbein (copia da), Ritratto di Tommaso Moro, post 1527, olio su tavola, villa Albani, Roma (copia del dipinto della Frick Collection di New York)
- Gerrit van Honthorst (o Matthias Stomer), Decollazione del Battista, 1640 ca., olio su tela, villa Albani, Roma
- Luca da Leida, Ecce Homo
- Luca da Leida, Cristo davanti a Pilato
- Benedetto Luti, Profeta Isaia, 1718, olio su tela, collezione privata, in deposito presso il Fine Arts di Houston (bozzetto della serie di San Giovanni in Laterano)
- Benedetto Luti, San Pio V consegna la terra di Roma all'ambasciatore polacco, 1712, olio su tela, Galleria nazionale d'arte antica di palazzo Barberini, Roma
- Bartolomeo Manfredi, Allegoria delle quattro stagioni, 1610 ca., olio su tela, The Art Institute, Dayton
- Carlo Maratta, Immacolata Concezione, olio su tela, Kunsthistorisches Museum, Vienna
- Carlo Maratta, Madonna che allatta, forse identificabile col dipinto nella biblioteca nazionale di Firenze (donato ad Orazio Albani, fratello di Clemente XI, con il lascito testamentario del cardinale Costaguti)
- Carlo Maratta, Madonna col Bambino, 1660, olio su tela, Kunsthistorisches Museum, Vienna
- Carlo Maratta, Madonna col Bambino e i santi Giuseppe e Giovannino, 1704, olio su rame, Kunsthistorisches Museum, Vienna (già in collezione Ottoboni, di proprietà del cardinale Pietro)
- Carlo Maratta, Natività di Gesù, (non rintracciato)
- Carlo Maratta, Nascita del Salvatore, collezione privata, Urbino (già in collezione Colonna, donato a Clemente XI nel 1719 da Filippo II)
- Carlo Maratta, Ritratto del cardinale Giovanni Francesco Albani (futuro papa Clemente XI), 1699, olio su tela, collezione privata, Bologna
- Carlo Maratta, Sacra famiglia, mercato d'antiquario
- Carlo Maratta, Transito della Vergine, 1687, olio su tela, villa Albani, Roma (già in collezione Cybo, di proprietà del cardinale Alderano, donato a Clemente XI dal pronipote Camillo Cybo)
- Ludovico Mazzanti (attribuito a), Ritratto di Alessandro Albani a mezzo busto, 1721-1724, olio su tela, villa Albani, Roma
- Michelangelo, Giudizio Universale, modello in cera
- Pier Francesco Mola, Endimione dormiente, (replica a taglio orizzontale della versione della Pinacoteca capitolina)
- Girolamo Muziano, San Bonaventura
- Girolamo Muziano, San Girolamo
- Pietro Nelli, Ritratto di Orazio Albani (fratello di papa Clemente XI), 1714-1715, olio su tela, 200×120 cm, collezione privata, Urbino
- Pietro Nelli, Ritratto di Orazio Albani (fratello di papa Clemente XI), secondo decennio del XVIII secolo, olio su tela, villa Albani, Roma
- Lambert van Noort, Carità, 1558-1559, olio su tavola, villa Albani, Roma
- Giovanni Odazzi, Madonna col Bambino e san Felice da Cantalice, 1712 ca., olio su tela, mercato d'antiquario
- Marco d'Oggiono, Madonna col Bambino, villa Albani, Roma
- Lorenzo Ottoni (attribuito), Busto di papa Clemente XI, marmo su piedistallo di pietre colorate, Fondazione Santarelli, Roma
- Giuseppe Passeri, Papa Fabiano battezza l'imperatore Filippo l'arabo, 1712 ca., olio su tela, Neue Staatsgalerie, Stoccarda (prima versione di un dipinto a medesimo soggetto eseguito per la parete di destra della cappella Albani nella basilica di San Sebastiano fuori le mura di Roma)
- Pietro Perugino, Polittico Albani, 1491, tempera su tavola, 174×88 cm, villa Albani, Roma
- Pietro Perugino, Madonna col Bambino, Museo del Louvre, Parigi
- Sebastiano del Piombo (copia da), Ritratto del cardinale Sauli con altri quattro personaggi, collezione privata, Roma (copia del dipinto alla National Gallery di Washington)
- Mattia Preti, San Pietro
- Scipione Pulzone, Ritratto di Pio V
- Scipione Pulzone, Testa di Venere
- Raffaello (copia da), Madonna del Passeggio,
- Raffaello (copia da), Ritratto di casa Altoviti, (copia del dipinto a Washington)
- Raffaello (copia da), Trasfigurazione di Cristo, XVI secolo, olio su tavola, villa Albani, Roma (copia del dipinto alla Pinacoteca Vaticana)
- Guido Reni, Testa della Madonna, olio su rame ovale
- Guido Reni, Testa di Cristo, olio su rame ovale, Kunsthistorisches Museum, Vienna
- Guido Reni, Madonna addolorata, 1617-1618 ca., olio su tela, già villa Albani, Roma (oggi non rintracciato)
- Guido Reni, Testa di vecchio, terzo-quarto decennio del XVII secolo, olio su tela, villa Albani, Roma
- Guido Reni, Bacco e Arianna, 1620 ca., olio su tela, villa Albani, Roma (copia del dipinto a Los Angeles)
- Guido Reni (scuola di), Ecce Homo, Kunsthistorisches Museum, Vienna
- Philipp Peter Roos, Animali, Kunsthistorisches Museum, Vienna
- Peter Paul Rubens, Circoncisione
- Peter Paul Rubens, Cristo crocifisso, secondo decennio del XVII secolo, villa Albani, Roma (già in collezione Barberini dal 1671, poi donato al papa dal cardinale Carlo Barberini nel 1704)
- Peter Paul Rubens, Flagellazione
- Peter Paul Rubens, Giuditta con la testa di Oloferne
- Peter Paul Rubens (cerchia di), Ritratto di Sigismondo III re di Polonia e Svezia, olio su tela, villa Albani, Roma
- Peter Paul Rubens, Sogno di Giacobbe
- Peter Paul Rubens, Visitazione
- Andrea Sacchi, Figura di una testa (modello per la pala della Visione di san Romualdo in Vaticano), Galleria nazionale d'arte antica, Roma
- Andrea Sacchi, Figura di una testa (modello per la pala della Visione di san Romualdo in Vaticano), non rintracciato
- Andrea del Sarto, Madonna col Bambino e santi
- Sassoferrato (attribuito), Madonna dei Garofani, olio su rame, villa Albani, Roma (copia del dipinto di Raffaello alla National Gallery di Londra)
- Francesco Solimena, Clemente XI nell'atto di monacare la nipote, 1703, olio su tela, Galleria degli Uffizi, Firenze
- Lionello Spada, Cristo coronato di spine, olio su tela, 98,5×98,5 cm, 1680, Musée Condé, Chantilly
- Antonio Tempesta, Scena di caccia  (×2)
- Tintoretto, David con la testa di Golia
- Tintoretto, Fucina di Vulcano
- Tiziano (copia da), Ritratto di Paolo III seduto, (forse copia del dipinto di Capodimonte)
- Tiziano (scuola di), Testa di filosofo
- Francesco Trevisani, Beata Maria della Cavezza, moglie di sant'Isidoro (oggi perduta)
- Francesco Trevisani, Cristo morto e angeli, 1705-1710, olio su tela, Kunsthistorisches Museum, Vienna (già in collezione Ottoboni, di proprietà del cardinale Pietro)
- Parmigianino, Matrimonio mistico di santa Caterina
- Paolo Veronese, La turca
- Paolo Veronese (bottega di), Presentazione al tempio
- Adriaen van der Werff, Deposizione, 1703-1704 ca., olio su tavola, villa Albani, Roma
- Gaspar van Wittel, Veduta del bacino di San Marco verso il Canal Grande a Venezia, primo-secondo decennio del XVIII secolo, olio su tela, villa Albani, Roma
- Gaspar van Wittel, Veduta del molo, della piazzetta e del palazzo Ducale a Venezia, primo-secondo decennio del XVIII secolo, olio su tela, villa Albani, Roma
- Gaspar van Wittel, Veduta di palazzo Albani alle Quattro Fontane, 1720 ca., olio su tela, villa Albani, Roma
- Gaspar van Wittel, Veduta di piazza san Pietro, 1700-1710 ca., olio su tela, Kunsthistorisches Museum, Vienna
- Gaspar van Wittel, Veduta di Soriano nel Cimino, 1716 ca., olio su tela, villa Albani, Roma
- Gaspar van Wittel, Veduta di Villa Albani a Pesaro (villa Imperiale), 1719 ca., olio su tela, mercato d'antiquario
- Gaspar van Wittel, Veduta prospettica di Urbino, vista da sud-ovest, 1723 ca., olio su tela, collezione privata, Urbino

## Albero genealogico degli eredi della collezione
Segue un sommario albero genealogico degli eredi della collezione Albani, dove sono evidenziati in grassetto gli esponenti della famiglia che hanno ereditato, custodito, o che comunque sono risultati influenti nelle dinamiche inerenti alla collezione d'arte. Per semplicità, il cognome Albani viene abbreviato a "A.".
|                                                                                              | | | | | | | | | |                       |
|                                                                                              | | | | | Orazio A. (1576-1653) | | | | |                       |
|                                                                                              | | | | | | | | | |                       |
|                                                                                              | | | | | | | | | |                       |
|                                                                                              | | | Malatesta A. (fu l'iniziatore della collezione assieme al fratello)                                                                   | Malatesta A. (fu l'iniziatore della collezione assieme al fratello)                                                                   | Carlo A. (...-1684) (fu l'iniziatore della collezione assieme al fratello) | Carlo A. (...-1684) (fu l'iniziatore della collezione assieme al fratello) | ...e altri 13 fratelli/sorelle | ...e altri 13 fratelli/sorelle | |                       |
|                                                                                              | | | | | | | | | |                       |
|                                                                                              | | | | | | | | | |                       |
|                                                                                              | | | | Papa Clemente XI (1649-1721) (nato Giovanni Francesco A.)                                                                             | Papa Clemente XI (1649-1721) (nato Giovanni Francesco A.) | Orazio A. (1652-1712) | Orazio A. (1652-1712) | | |                       |
|                                                                                              | | | | | | | | | |                       |
|                                                                                              | | | | | | | | | |                       |
|                                                                                              | | | | Annibale A. (1682-1751) (cardinal nipote)                                                                                             | Annibale A. (1682-1751) (cardinal nipote) | Carlo A. (1687-1724) (I principe di Soriano nel Cimino, acquistò per la famiglia il palazzo alle Quattro Fontane a Roma, dove concentrò la collezione storica e le raccolte dei suoi fratelli e stilò un atto di primogenitura secondo cui, qualora si fosse estinta la linea maschile, tutti i titoli A. sarebbero andati alla figlia Giulia Augusta, sposata in nozze con un esponente Chigi, o alla sua discendenza) | Carlo A. (1687-1724) (I principe di Soriano nel Cimino, acquistò per la famiglia il palazzo alle Quattro Fontane a Roma, dove concentrò la collezione storica e le raccolte dei suoi fratelli e stilò un atto di primogenitura secondo cui, qualora si fosse estinta la linea maschile, tutti i titoli A. sarebbero andati alla figlia Giulia Augusta, sposata in nozze con un esponente Chigi, o alla sua discendenza) | Alessandro A. (1692-1779) (cardinale, commissionò la villa Albani a Porta Salaria, dove trasferì tutta la sua collezione d'arte e di antichità)                                                                                             | Alessandro A. (1692-1779) (cardinale, commissionò la villa Albani a Porta Salaria, dove trasferì tutta la sua collezione d'arte e di antichità) |                       |
|                                                                                              | | | | | | | | | |                       |
|                                                                                              | | | | | | | | | |                       |
|                                                                                              | | | Orazio A. (1717-1792) (II principe di Soriano nel Cimino, riuscì a tenere integra la collezione fino alla sua morte)                  | Orazio A. (1717-1792) (II principe di Soriano nel Cimino, riuscì a tenere integra la collezione fino alla sua morte)                  | Giovanni Francesco A. (1720-1803) (cardinale) | Giovanni Francesco A. (1720-1803) (cardinale) | Giulia Augusta A. (1719-1786) (sposò Agostino Chigi della Rovere, III principe di Farnese, da cui nacque il ramo Chigi-A.) | Giulia Augusta A. (1719-1786) (sposò Agostino Chigi della Rovere, III principe di Farnese, da cui nacque il ramo Chigi-A.) | ...e altri 5 fratelli | ...e altri 5 fratelli |
|                                                                                              | | | | | | | | | |                       |
|                                                                                              | | | | | | | | | |                       |
|                                                                                              | Carlo Francesco A. (1749-1817) (III principe di Soriano nel Cimino, con lui ebbe inizio la fase di smembramento della collezione) | Carlo Francesco A. (1749-1817) (III principe di Soriano nel Cimino, con lui ebbe inizio la fase di smembramento della collezione) | Giuseppe A. (1750-1834) (cardinale, provò a dare seguito alla dinastia tramite la discendenza femminile del fratello Carlo Francesco) | Giuseppe A. (1750-1834) (cardinale, provò a dare seguito alla dinastia tramite la discendenza femminile del fratello Carlo Francesco) | Filippo Giacomo A. (1760-1852) (IV principe di Soriano nel Cimino, senza eredi, fu l'ultimo detentore della collezione proveniente dalla linea maschile diretta della dinastia) | Filippo Giacomo A. (1760-1852) (IV principe di Soriano nel Cimino, senza eredi, fu l'ultimo detentore della collezione proveniente dalla linea maschile diretta della dinastia) | Sigismondo Chigi A. della Rovere (1736-1793) | Sigismondo Chigi A. della Rovere (1736-1793) | |                       |
|                                                                                              | | | | | | | | | |                       |
|                                                                                              | | | | | | | | | |                       |
|                                                                                              | Elena Giuseppa A. (1794-1814) (sposò Pompeo Litta Visconti Arese) | Elena Giuseppa A. (1794-1814) (sposò Pompeo Litta Visconti Arese) | | | | | Agostino Chigi A. della Rovere (1771-1855) | Agostino Chigi A. della Rovere (1771-1855) | |                       |
|                                                                                              | | | | | | | | | |                       |
|                                                                                              | | | | | | | | | |                       |
|                                                                                              | Antonietta Maria Litta Visconti Arese (1814-1855) (Carlo Castelbarco Visconti Simonetta, ricevette dal prozio il cardinale Giuseppe, dopo una vertenza giudiziaria, la possibilità di dare continuità alla discendenza ottenendo alcune proprietà della famiglia, come la villa a Porta Salaria e tutti i possedimenti marchigiani) | Antonietta Maria Litta Visconti Arese (1814-1855) (Carlo Castelbarco Visconti Simonetta, ricevette dal prozio il cardinale Giuseppe, dopo una vertenza giudiziaria, la possibilità di dare continuità alla discendenza ottenendo alcune proprietà della famiglia, come la villa a Porta Salaria e tutti i possedimenti marchigiani) | | | | | Sigismondo Chigi A. della Rovere (1798-1877) (il Tribunale gli riconobbe per atto di primogenitura di Carlo A. i titoli e i successi della famiglia nonché il palazzo alle Quattro Fontane e il feudo e le proprietà di Soriano nel Cimino) | Sigismondo Chigi A. della Rovere (1798-1877) (il Tribunale gli riconobbe per atto di primogenitura di Carlo A. i titoli e i successi della famiglia nonché il palazzo alle Quattro Fontane e il feudo e le proprietà di Soriano nel Cimino) | |                       |
|                                                                                              | | | | | | | | | |                       |
|                                                                                              | | | | | | | | | |                       |
| Cesare Castelbarco A. Visconti Simonetta (1834-1890) (con lui nacque il ramo Castelbarco-A.) | Cesare Castelbarco A. Visconti Simonetta (1834-1890) (con lui nacque il ramo Castelbarco-A.) | ...e altri 6 fratelli/sorelle | ...e altri 6 fratelli/sorelle | | | | [...] (vedi collezione Chigi) | [...] (vedi collezione Chigi) | |                       |
|                                                                                              | | | | | | | | | |                       |
|                                                                                              | | | | | | | | | |                       |
| [...]                                                                                        | | | | | | | | | |                       |